# Lijst van afleveringen van The Nanny
Dit is een lijst met alle afleveringen van de Amerikaanse televisieserie The Nanny. De serie liep van 1993 tot 1999 en telde zes seizoenen.

## Seizoen 1
| Nr. serie | Nr. seizoen | Titel van aflevering                             | Regisseur          | Schrijver                                              | Uitzenddatum     |  |
| --- | ----------- | ------------------------------------------------ | ------------------ | ------------------------------------------------------ | ---------------- |  |
| 1 | 1           | Pilot                                            | Lee Shallat-Chemel | Robert Sternin & Prudence Fraser & Peter Marc Jacobson | 3 november 1993  |  |
| Fran Fine werkt in de bruidswinkel van haar "toekomstig verloofde" Danny Imperiali. Danny verbreekt de relatie omdat hij iets heeft met Heather Biblow en ontslaat Fran. Daarop beslist zij om cosmetica huis-aan-huis te verkopen. Het eerste huis waar ze aanbelt, is bij Broadway-producer Maxwell Sheffield. Butler Niles aanziet Fran echter als sollicitante voor kinderoppas voor de drie kinderen van Maxwell: de verlegen Maggie, de vroegrijpe Brighton en de angstige Grace. Verder maakt Fran kennis met C.C. Babcock, de zakenpartner van Maxwell. C.C. is verliefd op Maxwell, maar moet niets hebben van zijn kinderen. |             |                                                  |                    |                                                        |                  |  |
| 2 | 2           | Smoke Gets in Your Lies                          | Lee Shallat-Chemel | Michael Rowe                                           | 10 november 1993 |  |
| Brighton wordt op school betrapt wanneer hij rookt. Hij zegt Fran dat zij hem onrechtstreeks aanspoorde om te roken. Fran wil dit in eerste instantie niet tegen Maxwell zeggen, totdat Maxwell beslist om naar een schoolactiviteit te gaan waar hij met de directeur zal spreken. Gastoptreden van Carol Channing |             |                                                  |                    |                                                        |                  |  |
| 3 | 3           | My Fair Nanny                                    | Lee Shallat-Chemel | Andy Goodman                                           | 17 november 1993 |  |
| C.C. nodigt enkele rijke investeerders uit in het huis van Maxwell. Maggie is zenuwachtig voor dit bezoek omdat ze nog niet veel in aanraking kwam met mensen uit zulk milieu. Niles en Maxwell hebben dan weer schrik of de rijke investeerders niet afhaken omwille van het gedrag van Fran. |             |                                                  |                    |                                                        |                  |  |
| 4 | 4           | The Nuchslep                                     | Lee Shallat-Chemel | Eve Ahlert & Dennis Drake                              | 24 november 1993 |  |
| Wanneer een koerier aanbelt, blijkt dit Eddie te zijn, een jongen die Maggie kent. Eddie vraagt Maggie uit voor haar allereerste afspraakje. Maxwell gaat akkoord op voorwaarde dat Fran meegaat. De verlegen Maggie is hier opgelucht mee. Maggie denkt dat de uitstap een ramp was omdat ze niet veel zei. Haar vermoeden wordt versterkt wanneer Eddie plots Fran vraagt om met hem de volgende keer op stap te gaan. Eerste aflevering met de hond Chester |             |                                                  |                    |                                                        |                  |  |
| 5 | 5           | Here Comes the Brood                             | Lee Shallat-Chemel | Diane Wilk                                             | 6 december 1993  |  |
| C.C. haar droom is om te trouwen met Maxwell, maar dan zonder zijn kinderen. Wanneer Fran over dat laatste een opmerking maakt, zegt C.C. dat ze wel degelijk met die kinderen overweg kan. Als bewijs gaat ze met Maxwell en de kinderen naar de zoo. Echter, Maxwell kan niet mee omwille van tandpijn. |             |                                                  |                    |                                                        |                  |  |
| 6 | 6           | The Butler, The Husband, The Wife and Her Mother | Lee Shallat-Chemel | Howard Meyers                                          | 8 december 1993  |  |
| Sylvia heeft haar neef Jack en diens vrouw Marsha wijsgemaakt dat Fran getrouwd is met een rijke Broadway-producer. Omdat zij dat niet geloven, brengen ze een onverwacht bezoek aan Fran. Gelukkig is Maxwell die dag met de kinderen naar het museum en speelt Niles alsof hij Maxwell is en getrouwd is met Fran. Echter, Niles heeft zich kandidaat gesteld bij een vereniging voor butlers en de jury brengt net op dat moment een bezoek om Niles te kwalificeren. Gelukkig komt Maxwell vroegtijdig thuis en speelt – met enige tegenzin – de rol van butler. Nadat Brighton door Fran berispt wordt op een leugen, beseft ze dat ze zelf een grote leugen heeft opgezet. Vandaar dat ze beslist om Jack, Marsha en de jury de waarheid te zeggen. Gastoptreden van Brian George |             |                                                  |                    |                                                        |                  |  |
| 7 | 7           | Imaginary Friend                                 | Lee Shallat-Chemel | Pamela Eells & Sally Lapiduss                          | 15 december 1993 |  |
| Grace heeft een imaginaire vriendin: Imogene. Maxwell is eerst van mening dat Grace meer op consultatie moet bij dokter Voort, maar volgt het advies van Fran op: Grace moet meer leuke dingen doen. Grace en Fran houden een thee-onderonsje, maar wanneer Fran een gebakje eet, heeft ze volgens Grace daarbij ook Imogene opgegeten en is ze getraumatiseerd. Niet wetende wat te doen, beslissen Maxwell en Fran om een begrafenis te houden voor Imogene. Gastoptreden van Cristine Rose |             |                                                  |                    |                                                        |                  |  |
| 8 | 8           | Christmas Episode                                | Lee Shallat-Chemel | Fran Drescher & Peter Marc Jacobson                    | 22 december 1993 |  |
| Fran is versteld dat Maxwell iemand inhuurt om kerstcadeaus te kopen en dat die persoon dan zelf mag beslissen wat die cadeaus zijn. Daarbij is Maxwell op kerstdag ook nooit thuis. Deze keer moet hij met C.C. naar een benefietconcert in Washington D.C.. Gastoptreden van Rachel Chagall |             |                                                  |                    |                                                        |                  |  |
| 9 | 9           | Personal Business                                | Lee Shallat-Chemel | Fran Drescher & Peter Marc Jacobson                    | 29 december 1993 |  |
| Maxwell en C.C. willen dat Brock Storm de hoofdrol speelt in hun volgende productie en nodigen hem uit voor een casting. Storm heeft interesse op voorwaarde dat hij met Fran mag uitgaan. Fran is een grote fan van Storm, of beter gezegd: van het personage dokter River Shane dat hij speelt in een veelbekeken soapserie. Fran beseft dat ze slechts een pion is in het plan van Maxwell en C.C. om Storm te kunnen overtuigen, maar omwille van haar adoratie voor "River Shane" gaat ze mee. Ze is dan ook volledig uit haar lood wanneer blijkt dat Storm in het echte leven een egoïstische slijmbal is. Gastoptreden van Stephen Nichols |             |                                                  |                    |                                                        |                  |  |
| 10 | 10          | The Nanny-in-Law                                 | Paul Miller        | Eve Ahlert & Dennis Drake                              | 12 januari 1994  |  |
| Fran ontmoet de voormalige kinderoppas van Maxwell: Clara Mueller. Clara is een autoritaire vrouw die het absoluut oneens is met de manier waarop Fran omgaat met Maggie, Brighton en Grace. Verder denkt Fran dat Clara uit is op haar job. Daarom beslist ze om zich te kleden en te gedragen als Clara. Maxwell vindt dat Fran zichzelf moet zijn en dat ze niet moet vrezen voor haar job. Gastoptreden van Cloris Leachman |             |                                                  |                    |                                                        |                  |  |
| 11 | 11          | A Plot for Nanny                                 | Paul Miller        | Sandy Krinski & Lisa Garrett                           | 19 januari 1994  |  |
| Fran krijgt voor haar moeder als verjaardagsgeschenk een begraafplaats op het kerkhof. Dit is echter een bijbedoeling, want Sylvia wil haar dochter koppelen aan de knappe begrafenisondernemer Steve Mints. Het klikt tussen Steve en Fran en ze gaan enkele keren uit. Maxwell beseft dat alle voormalige kinderoppassen nooit getrouwd waren en dat er een mogelijkheid is dat Fran haar job opgeeft indien ze met Steve (of iemand anders) zou trouwen. |             |                                                  |                    |                                                        |                  |  |
| 12 | 12          | The Show Must Go On                              | Will Mackenzie     | Frank Lombardi & Dana Reston                           | 26 januari 1994  |  |
| Maxwell en Fran worden uitgenodigd op de ouderraad van de school: zij willen dat Maxwell het schooltoneel regisseert. Maxwell weigert prompt en raadt aan dat Fran deze taak op zich neemt, wat ook gebeurt. Fran geeft Grace een hoofdrol in de hoop dat Grace meer zelfvertrouwen krijgt. Wanneer Maxwell een repetitie bijwoont, vindt hij dat alles te amateuristisch wordt gedaan en stelt hij zichzelf aan als regisseur. Echter behandelt hij de kinderen en de andere medewerkers op dezelfde manier als hij doet tijdens zijn Broadway-producties. Daarbij geeft hij op de laatste repetitie Grace het verwijt dat ze allesbehalve een goede actrice is. Daardoor wil Grace tijdens de voorstelling niet op het podium. Gastoptreden van Maree Cheatham, Marianne Muellerleile en Thomas Dekker |             |                                                  |                    |                                                        |                  |  |
| 13 | 13          | Maggie the Model                                 | Will Mackenzie     | Diane Wilk                                             | 2 februari 1994  |  |
| Chloe Simpson, een oude vriendin van Maxwell, komt op bezoek. Maxwell is onder de indruk van haar verschijning, maar Niles heeft al snel door dat ze een mannenverleidster is. C.C. ziet in Chloe een rivale voor Maxwell zijn affectie. Chloe is een voormalig model en heeft haar eigen modellenbureau. Wanneer ze Maggie ziet, nodigt ze haar prompt uit voor een fotoshoot. Tijdens die shoot overhoort Fran een gesprek tussen Chloe en een medewerker waarbij Chloe zegt dat Maggie allesbehalve de kwaliteiten van een model heeft. Gastoptreden van Andy Dick |             |                                                  |                    |                                                        |                  |  |
| 14 | 14          | The Family Plumbing                              | Linda Day          | Bill Lawrence                                          | 9 februari 1994  |  |
| Tegen beter weten in geeft Maxwell Fran toestemming om haar oudere neef Irving in te huren om een waterleiding te repareren. Brighton is blij: er gaat een casting van showmeisjes door ten huize Sheffield. Maxwell verbiedt de veertienjarige Maggie om alleen uit te gaan met een jongen, maar geeft de elfjarige Brighton wel toestemming om alleen met een meisje naar de bioscoop te gaan. Fran vindt dat Maxwell een onderscheid maakt tussen de sekse en de leeftijd en wijst hem hier op. Gastoptreden van Louis Guss |             |                                                  |                    |                                                        |                  |  |
| 15 | 15          | Deep Throat                                      | Linda Day          | Pamela Eells & Sally Lapiduss                          | 2 maart 1994     |  |
| De kinderen hebben de griep. Grace is zo ziek dat Fran en Maxwell met haar naar het ziekenhuis gaan. Dokter Link beaamt dat Grace inderdaad de griep heeft, maar hij ontdekt ook dat Fran tonsillitis heeft en dat haar amandelen moeten worden getrokken. Wanneer Fran onder verdoving is, zegt ze tegen Maxwell dat ze verliefd is op hem. C.C. ziet haar avond in het water vallen: Maxwell had beloofd om met haar naar haar klasreünie te gaan. Daar wilde ze tegen haar oude klasgenoten opscheppen over Maxwell. Gastoptreden van Lauren Koslow |             |                                                  |                    |                                                        |                  |  |
| 16 | 16          | Schlepped Away                                   | Linda Day          | Fran Drescher & Peter Marc Jacobson                    | 9 maart 1994     |  |
| Fran overhaalt Maxwell om met de gehele familie op reis te gaan naar de Caraïben. Echter, Maxwell is van plan om er een werkvakantie van te maken. Niles brengt de familie naar de luchthaven, maar omwille van de hevige sneeuwstorm is men genoodzaakt andere wegen te nemen. Fran stelt voor om naar het appartement van haar ouders te rijden omdat ze vandaar uit exact weet hoe ze de luchthaven kunnen bereiken. Eenmaal aan het appartement is de sneeuwstorm zo erg geworden dat men genoodzaakt is om bij Fran's ouders te blijven. Door een misverstand denkt Fran dat haar moeder een affaire heeft met de slager. |             |                                                  |                    |                                                        |                  |  |
| 17 | 17          | Stop the Wedding, I Want to Get Off              | Gail Mancuso       | Diane Wilk                                             | 16 maart 1994    |  |
| Jocelyn, de zus van Maxwell, komt op bezoek. Ze heeft heuglijk nieuws: ze gaat trouwen met Nigel Waters, de hertog van Salisbury. Fran heeft al snel door dat Jocelyn niet verliefd is op Niles, maar wel op haar privéchauffeur Lester. Verder komt ze te weten dat Lester verliefd is op Jocelyn, maar haar daarover niet durft aan te spreken omwille van het feit dat hij voor haar werkt. Fran spreekt Maxwell aan over haar bevindingen, maar hij is van mening dat zij het huwelijk van zijn zus niet mag verpesten. Net voor de bruiloft vertelt Lester aan Jocelyn wat hij voor haar voelt. Verder is Maggie verliefd op Kenny en lijkt dit wederzijds te zijn. Ook hier speelt Fran de rol van Cupido. Gastoptreden van Twiggy en Lane Davies |             |                                                  |                    |                                                        |                  |  |
| 18 | 18          | Sunday in the Park with Fran                     | Gail Mancuso       | Howard Meyer                                           | 23 maart 1994    |  |
| C.C. vindt dat zij en Mawxell er alles aan moeten doen zodat professionele critici hun nieuwste productie goede beoordelingen geeft. Daarom nodigt ze Frank Junior Bradley uit om te komen spelen met Grace. Frank Junior is namelijk de zoon van een zeer befaamde beoordelaar. Grace kan niet overweg met Frank Junior en omgekeerd. In het park komt het tot een gevecht waarbij Fran de jongen een oorveeg geeft. Hij beslist om dit incident tegen zijn vader te zeggen en dat deze de productie zo veel mogelijk moet afbreken. Fran vertelt aan Maxwell wat er gebeurd is. Hij is van mening dat Fran haar excuses moet aanbieden. Frank aanvaardt deze niet waarop Maxwell de kant van Fran kiest. Gelukkig is er nog een bijkomend incident waardoor Frank wel een goede beoordeling van het stuk moet geven. Gastoptreden van Eric Braeden en Miko Hughes |             |                                                  |                    |                                                        |                  |  |
| 19 | 19          | Gym Teacher                                      | Gail Mancuso       | Alan Eisenstock & Larry Mintz                          | 6 april 1994     |  |
| Maggie veinst op school dat ze ziek is telkens het lichamelijke opvoeding is van de kordate en strenge mevrouw Stone. Fran tracht Maggie haar angst voor gymnastiek en de lerares te overwinnen. Dan blijkt dat mevrouw Stone haar meisjesnaam Wickervich is en dat Fran destijds van haar ook lichamelijke opvoeding kreeg. Maxwell wil Alan Beck een hoofdrol geven in zijn nieuwe productie, maar toen hijzelf twintig jaar eerder diens assistent was, had hij grote schrik van Beck. Gastoptreden van Bryan Clark |             |                                                  |                    |                                                        |                  |  |
| 20 | 20          | Ode to Barbra Joan                               | Gail Mancuso       | Teleplay by: Frank Lombardi & Dana Reston              | 13 april 1994    |  |
| Stewart Babcock, de vervreemde vader van C.C., komt op bezoek. De firma van Stewart staat in voor de concerttour van Barbra Streisand. Wanneer C.C. aangeeft dat ze geen fan is van Barbra, geeft Stewart de VIP-kaartjes die hij voor C.C. had voorzien aan Fran. Fran vindt dat C.C. en Stewart hun banden terug moeten aanknopen. Maxwell wil dat Brighton lid wordt van het baseballteam New York Mets. Gastoptreden van Robert Culp |             |                                                  |                    |                                                        |                  |  |
| 21 | 21          | Frannie's Choice                                 | Paul Miller        | Tracy Newman & Jonathan Stark                          | 20 april 1994    |  |
| Wanneer Fran verneemt dat haar "toekomstig verloofde" Danny Imperiali niet meer samen is met Heather Biblow, zoekt ze hem op en vertelt ze wat hij haar destijds heeft aangedaan. Tot haar verbazing vraagt Danny haar ten huwelijk waar zij mee instemt. Dan bedenkt ze zich dat de kinderen van Maxwell dit wellicht niet leuk zullen vinden omdat ze haar job daarbij zal opgeven. Fran moet dan kiezen tussen Danny of de familie Sheffield. |             |                                                  |                    |                                                        |                  |  |
| 22 | 22          | I Don't Remember Mama                            | Paul Miller        | Howard Meyers & Diane Wilk                             | 16 mei 1994      |  |
| Het is weldra moederdag. Naar jaarlijkse gewoonte tracht Maxwell er alles aan te doen zodat zijn kinderen niet denken aan hun overleden moeder Sara. Daarom gaat hij met de gehele familie op weekend. Daar blijkt dat er heel wat activiteiten zijn in het kader van moederdag waarbij een wedstrijd waar dochters met hun moeders optreden. Grace vraagt of Fran met haar wil deelnemen, iets waar Maxwell initieel tegen is. Echter, de competitieve Bobbi en Betty achterhalen dat Fran niet de biologische moeder is van Grace en laten hen uit de wedstrijd zetten. Na een duchtig gesprek met de jury worden ze alsnog toegelaten en winnen. Grace geeft toe dat haar angst niet komt omdat ze haar moeder mist, maar omdat ze niets van haar herinnert. Maxwell beseft dan dat hij inderdaad Sara uit het leven van zijn kinderen heeft gehaald na haar dood en beslist om met de familie naar oude video's en albums te kijken. Gastoptreden van Patti LaBelle |             |                                                  |                    |                                                        |                  |  |

## Seizoen 2
| Nr. serie | Nr. seizoen | Titel van aflevering      | Regisseur          | Schrijver | Uitzenddatum      |  |
| --- | ----------- | ------------------------- | ------------------ | --- | ----------------- |  |
| 23 | 1           | Fran-Lite                 | Lee Shallat-Chemel | Janis Hirsch | 12 september 1994 |  |
| Volgens het tijdschrift Esquire is Maxwell de meest begeerde vrijgezel van Amerika. Hijzelf vindt dit niet zo fijn omdat hij nog niet toe is aan een nieuwe relatie. Fran en Val vinden dat Maxwell een beter sociaal leven moet hebben en overhalen hem om mee te gaan naar een nachtclub. Daar ontmoet hij Leslie, die zowel van uiterlijk als van manier van doen, bijna een exacte kopie is van Fran. Fran en Maxwell vinden dat Leslie totaal niet op Fran lijkt. Uiteindelijk stopt Maxwell de relatie omdat hij vindt dat hij bij Leslie iets mist. Brighton gaat naar de middelbare school en heeft in de kleedkamers van de lessen lichamelijk opvoeding ontdekt dat "hij te klein is". Fran en Maxwell denken dat de jongen verwijst naar de lengte van zijn penis terwijl hij het over zijn lichaamslengte heeft. |             |                           |                    | |                   |  |
| 24 | 2           | The Playwright            | Gail Mancuso       | Lisa Medway | 19 september 1994 |  |
| De sullige Brooke vraagt Brighton om gezamenlijk iets te doen. Hij weigert uit vrees uitgelachen te worden door zijn klasgenoten. Brooke chanteert Brighton door te zeggen dat ze haar deel van een gezamenlijke opdracht niet aan hem zal geven. Uiteindelijk gaat Brighton akkoord en blijkt Brooke in haar vrijetijdskleding een heel andere jongedame te zijn. Fran loopt Jeffrey Needleman tegen het lijf. Hij was tijdens de middelbare school verliefd op haar, maar zij keerde hem de rug toe. Onder lichte dwang van Brighton gaat ze met Jeffrey uit. Hij vraagt haar ten huwelijk, wat zij weigert. Jeffrey geraakt hierdoor depressief omdat niemand iets met hem te maken wil hebben en niemand zijn toneelstuk wil lezen. Het komt zelfs zo ver dat hij zelfmoord wil plegen. Fran kan Maxwell overtuigen om het werk van Jeffrey te lezen. |             |                           |                    | |                   |  |
| 25 | 3           | Everybody Needs a Bubby   | Lee Shallat-Chemel | Diane Wilk | 26 september 1994 |  |
| Het rusthuis waar Yetta woont, wordt gerenoveerd. Daarom neemt ze tijdelijk intrek in het huis van de familie Sheffield. Ze wordt er op een ochtend in bed betrapt met een andere man. Verder geeft Yetta relatie-advies aan Maggie, iets wat Maxwell niet zint omdat hij tegen de relatie is van zijn dochter met Greg. |             |                           |                    | |                   |  |
| 26 | 4           | Material Fran             | Lee Shallat-Chemel | Eileen O'Hare | 3 oktober 1994    |  |
| C.C. nodigt enkele gasten uit voor een diner in het huis van Maxwell. Fran herkent in een van de genodigden een oude klasgenoot: Kathy Marie O'Malley. Zij is getrouwd met de rijke zakenman Richard Porter. Kathy stelt voor dat Fran op blind date gaat met Theo Timmons, de zakenpartner van Richard. Fran gaat akkoord, maar Theo blijkt stokoud te zijn. Toch klikt het tussen de twee. Na enige tijd beseft Fran dat Theo haar eerder kinderlijk behandeld en met haar wil opscheppen bij andere mannen. Daarom verbreekt ze de relatie. Gastrol van Judith Hoag |             |                           |                    | |                   |  |
| 27 | 5           | Curse of the Grandmas     | Lee Shallat-Chemel | Eric Cohen | 10 oktober 1994   |  |
| Maxwell en C.C. moeten naar een televisieoptreden in Washington op de dag dat Fran 1 jaar in dienst is. Fran denkt echter dat Maxwell en C.C. een groot verrassingsfeest voor haar aan het voorbereiden zijn. Fran wordt leidster bij de scoutsgroep van Grace. Ze gaan naar het bejaardentehuis om er mensen te bezoeken. Toevallig sterven er twee mensen in het bijzijn van Grace. Daardoor durft ze geen andere mensen meer te bezoeken omdat ze denkt dat door haar verschijning de bejaarden sterven. Gastoptreden van Vanessa Zima |             |                           |                    | |                   |  |
| 28 | 6           | The Nanny Napper          | Lee Shallat-Chemel | Jayne Hamil, Rick Shaw | 17 oktober 1994   |  |
| Fran biedt aan het metrostation hulp aan een Russische immigrante door haar baby even vast te houden. Door de drukte geraakt Fran de vrouw uit het oog en denkt ze dat de dame haar baby heeft verlaten. Niet veel later verneemt Fran dat de politie haar zoekt omwille van ontvoering. Maxwell en Fran gaan met de baby naar de politie waar Fran wordt gearresteerd. Gastoptreden van Nancy Lenehan, Dayton Callie en Bob Clendenin |             |                           |                    | |                   |  |
| 29 | 7           | A Star is Unborn          | Lee Shallat-Chemel | Pamela Eells, Sally Lapiduss                                                                                                  | 24 oktober 1994   |  |
| Fran krijgt van producer Phillipe de rol van Julia in Romeo en Julia omdat hij op zoek is naar een dame met een speciale stem. C.C. en Maxwell achterhalen dat Phillipe Fran inhuurde omdat de productie moet mislukken omwille van belastingsredenen. Maxwell vertelt Fran de waarheid, maar zij heeft haar eigen mening en conclusie. Gastoptreden van Richard Portnow en Peter Marc Jacobson |             |                           |                    | |                   |  |
| 30 | 8           | Pishke Business           | Lee Shallat-Chemel | Alan R. Cohen, Alan Freedland                                                                                                 | 31 oktober 1994   |  |
| Maxwell en C.C. zoeken investeerders voor een nieuwe musical met Ben Vereen in de hoofdrol. Sylvia, de moeder van Fran, en haar vriendinnen investeren 25000 Amerikaanse dollar, maar hebben geen enkele garantie dat hun investering daadwerkelijk zal opbrengen. Charles Haste is een andere geïnteresseerde investeerder, maar blijkbaar heeft C.C. hem ooit fysisch aangevallen, niet wetende wie zij is. Daarom moet Fran doorgaan voor C.C.. Charles gaat akkoord met de investering op voorwaarde dat hij een avond met C.C. op stap mag en dat hij haar komt ophalen in haar appartement. Noodgedwongen moet de echte C.C. akkoord gaan om haar flat een avond uit te lenen aan Fran. Maxwell krijgt wroeging en onderbreekt de afspraak. Net wanneer hij de waarheid wil vertellen, verdubbelt Haste het bedrag dat hij wil investeren. Gastoptreden van Ben Vereen en Wallace Shawn                                                                                         |             |                           |                    | |                   |  |
| 31 | 9           | Stock Tip                 | Lee Shallat-Chemel | David M. Matthews | 7 november 1994   |  |
| Tijdens het winkelen ontmoet Fran de knappe Glen Mitchell die op Wall Street werkt. Fran en Glen starten een relatie en ook Maxwell wordt goed bevriend met Glen. Glen tipt Fran over een aandeel dat weldra enorm zal stijgen. Fran raadt daarom Maxwell aan om te investeren, wat hij ook doet: 100 000 Amerikaanse dollar. Dan verneemt Fran dat Glen geen beursexpert is, maar een hotdogverkoper op Wall Street. Ze licht eerst C.C. in, omdat het ook haar geld is, maar zij ziet liever Fran afgaan dan geld te verliezen. Fran rijdt daarom naar de mannenclub van Maxwell, verkleed als man, om Maxwell te overhalen niet te investeren in dat aandeel. Gastoptreden van Corbin Bernsen |             |                           |                    | |                   |  |
| 32 | 10          | The Whine Cellar          | Lee Shallat-Chemel | Eileen O'Hare | 14 november 1994  |  |
| Sylvia viert haar vijftigste verjaardag, een leeftijd die ze al enkele jaren aanhoudt. Daarom wordt er ten huize Sheffield een verjaardagsfeestje gegeven. Maxwell en C.C. vertrekken tijdens het weekend op zakenreis waarvan zij hoopt op romantiek. Omwille van een defecte deurklink geraken C.C. en Fran opgesloten in de wijnkelder. Na de nodige drank komen C.C. en Fran goed overeen en vertellen ze elkaar enkele geheimen. Zo erkent C.C. dat haar liefde voor Maxwell wellicht nooit zal worden beantwoord. Nadat ze door Maxwell worden bevrijd, wordt de relatie tussen C.C. en Fran terug als voorheen. |             |                           |                    | |                   |  |
| 33 | 11          | When You Pish Upon a Star | Lee Shallat-Chemel | Diane Wilk | 21 november 1994  |  |
| Maxwell en C.C. huren het kindster Jack Walker voor de hoofdrol in hun Oliver!-productie. Jack verblijft daardoor enige tijd ten huize Sheffield, maar al snel blijkt dat hij diva-streken heeft en eist dat iedereen naar zijn pijpen danst. Fran is zijn houding beu en zegt dat hij moet leven als een gewone jongen en dat hij dan wel echte vrienden zal hebben. Daardoor dreigt Jack om de productie te verlaten, wat Maxwell niet zint. Tijdens een emotioneel gesprek barst Jack in tranen uit omdat hij niet langer beroemd wil zijn. Uit medelijden laat Maxwell de jongen uit de productie stappen, maar dan blijkt dat Jack enkel acteerde om een hoofdrol te kunnen spelen in een nog grotere productie. Gastoptreden van Bob Barker en Liz Smith |             |                           |                    | |                   |  |
| 34 | 12          | Take Back Your Mink       | Lee Shallat-Chemel | Fran Drescher, Peter Marc Jacobson                                                                                            | 21 november 1994  |  |
| Maggie wordt activiste tegen milieuvervuiling en dierenleed. Ze is kwaad wanneer Maxwell haar verbiedt om naar een betoging te gaan, maar in werkelijkheid heeft ze afgesproken met een jongen. Mima Fageh, een tante van Fran, is overleden. Fran erft haar nertsbontjas, dewelke Fran weigert omdat ze eerder tegen Maggie zei dat ze ook tegen dierenleed was. Sylvia tracht er alles aan te doen zodat Fran de bontjas toch aanvaardt. |             |                           |                    | |                   |  |
| 35 | 13          | The Strike                | Lee Shallat-Chemel | Janis Hirsch | 28 november 1994  |  |
| Maxwell en Fran hebben enkele meningsverschillen. Fran verbood Brighton om naar het winkelcentrum te gaan, maar Maxwell gaf hem daarop wel toestemming. Verder moeten Maxwell en C.C. naar de receptie van hun musicalversie van Norma Rae, maar het personeel van het betreffende etablissement staakt. Fran, die ook mee naar de receptie gaat, geeft het personeel gelijk en weigert dan ook het etablissement te betreden. Uiteindelijk wordt ze door Maxwell gedwongen om binnen te gaan, iets wat de media hebben opgemerkt en de volgende dag het gespreksonderwerp is. Daarom gaan Maxwell en C.C. naar de talkshow van Sally Jessy Raphael om hun kant van de feiten uit te leggen, maar ze hadden er niet op gerekend dat Fran tijdens dat gesprek haar wederwoord mag geven. Gastoptreden van Sally Jessy Raphael |             |                           |                    | |                   |  |
| 36 | 14          | I've Got a Secret         | Lee Shallat-Chemel | Eric Cohen | 12 december 1994  |  |
| Maxwell biedt tijdelijk onderdak aan een bekende vrouw die moet recupereren van plastische chirurgie. Op Maxwell en Niles na weet niemand wie de dame is. Uiteindelijk verklapt Niles aan Fran dat de dame Cher is. Fran vertelt dit aan haar vriendin Val die het op haar beurt zegt tegen de priester. Niet veel later is het nieuws volledig uitgelekt en is het huis omgeven van de media. Fran zoekt naar een oplossing om Cher uit het huis te smokkelen zonder dat iemand dat merkt. Haar plan lukt, maar Maxwell blijft boos op Fran wegens het lek. Echter blijkt dan dat Maxwell zelf het geheim heeft gelekt. |             |                           |                    | |                   |  |
| 37 | 15          | Kindervelt Days           | Lee Shallat-Chemel | Frank Lombardi, Dana Reston                                                                                                   | 2 januari 1995    |  |
| Fran ontvangt een uitnodiging voor een reünie van het zomerkamp. Ze wil enkel gaan met een rijke, succesvolle man enkel en alleen om Judy Silverman te imponeren. Fran vraagt Maxwell, maar hij ziet initieel af van het idee. Wanneer hij toch ingaat op de uitnodiging, blijkt Fran iemand gevonden te hebben: Erik Estrada. Erik gaat met Fran naar de reünie, maar moet deze al verlaten voordat Judy opdaagt wegens andere activiteiten. Gelukkig daagt Maxwell toch nog op. Gastrol van Erik Estrada en Morgan Brittany |             |                           |                    | |                   |  |
| 38 | 16          | Canasta Masta             | Lee Shallat-Chemel | Dana Reston & Frank Lombardi                                                                                                  | 9 januari 1995    |  |
| Maxwell is enigszins verbaasd dat Fran Brighton Canasta heeft aangeleerd en dat hij het leuk vindt. Fran neemt hem daarom mee naar een kaartavond bij Yetta als vierde speler. De vierde speler was normaal gezien Gwen, maar zij is verhuisd. Brighton is een natuurtalent en wordt gevraagd om met hen deel te nemen aan een kaartwedstrijd in Atlantic City. Maxwell neemt de gehele familie mee naar Atlantic City om Brighton te supporteren, ondanks Maxwell moeite heeft met het feit dat zijn zoon meespeelt in het team "Flushing Queens". Dan staat plots Gwen op de wedstrijd en eist dat ze deelneemt. Het resultaat van een rondvraag is dat Fran uit het team wordt gezet, wat leidt tot een ruzie tussen Fran en haar moeder en grootmoeder. Om dat geschil op te lossen, beslist Brighton om uit het team te stappen. Gastrollen van Steve Lawrence en Eydie Gormé |             |                           |                    | |                   |  |
| 39 | 17          | The Will                  | Randy Bennett      | Teleplay: Fran Drescher & Peter Marc Jacobson Verhaal: Robbie Schwartz                                                        | 16 januari 1995   |  |
| Maxwell moet op controle bij de dokter. Daar beseft hij dat er niets is geregeld wanneer hij vroegtijdig zou komen te sterven. Vandaar dat hij een testament laat opmaken waarin onder andere staat dat Fran kinderjuf blijft tot wanneer Grace volwassen is. Wanneer Fran enkele dagen later in de keuken een papier vindt met daarop een dieet voor hartpatiënten, is ze van mening dat dat dieet voor Maxwell is en dat het slecht met hem gaat. Haar vermoeden wordt versterkt wanneer Maxwell zijn testament nog enkele keren laat aanpassen. In werkelijkheid is er met Maxwell niets aan de hand en is het dieet bedoeld voor een gast die komt eten. Fran, nog steeds in de waan dat Maxwell een hartpatiënt is, knoeit met het eten zodat Maxwell al het gezonde eten krijgt en de gast het ongezonde. Dit zorgt ervoor dat de gast op de spoedafdeling van het ziekenhuis belandt. Erica, een vriendin van Grace, is verliefd op Brighton. Gastoptreden van Michael Winters |             |                           |                    | |                   |  |
| 40 | 18          | The Nanny Behind the Man  | Lee Shallat-Chemel | Jerry Perzigian | 23 januari 1995   |  |
| Maxwell dingt naar de rechten van het nieuwe, nog niet afgewerkte toneelstuk van de bekende schrijver Dakota Williams. Ook Andrew Lloyd Webber heeft interesse om de rechten te kopen. Om Williams te overtuigen, wil hij hem uitnodigen in het bijzijn van Cindy Crawford. Fran heeft een beter idee en kan Maxwell overtuigen. Echter had Maxwell niet door dat Fran het had over Yetta. Desondanks komen Williams en Yetta goed overeen en tekent hij het contract. Williams en Yetta starten een relatie waarin hij haar toevertrouwt al twintig jaar niets meer te hebben geschreven wegens schrijversblok. Yetta vertelt dit aan Maxwell. Maxwell zet daarop de samenwerking stop, maar dan blijkt dat Williams loog omdat Andrew Lloyd Webber een veel hoger bod uitbracht om de rechten in bezit te krijgen. Gastoptreden van George Murdock |             |                           |                    | |                   |  |
| 41 | 19          | A Fine Friendship         | Lee Shallat-Chemel | Eileen O'Hare | 6 februari 1995   |  |
| Grace heeft een nieuwe speelkameraad: Willie. Telkens Willie komt, is zijn kinderoppas Kurt Jacobs er bij. Iedereen is er van overtuigd dat Kurt homoseksueel is, wat uiteindelijk niet blijkt te zijn. Kurt en Fran starten een relatie, maar komen al snel tot de conclusie dat het niets zal worden. Maxwell was tegen de relatie al kan hij niet uitleggen wat er mis is. Na een grapje van Fran denkt Grace dat ze zwanger is van Willie. Gastoptreden van Christopher Rich |             |                           |                    | |                   |  |
| 42 | 20          | Lamb Chop's On the Menu   | Lee Shallat-Chemel | Frank Lombardi, Dana Reston                                                                                                   | 13 februari 1995  |  |
| C.C. heeft de rechten gekocht voor de film "Lamb Chop: the Movie". Lamb Chop is een buiksprekerspop van Shari Lewis. Chester, de hond van C.C., wordt ervan verdacht om Lamb Chop te hebben opgegeten. Daarom maakt Fran een nieuwe Lamb Chop, maar haar poging mislukt totaal. Door dit incident wil Shari Lewis de samenwerking stopzetten, maar dan wordt de pop gevonden. Fran laat Maggie uitgaan met haar nieuwe vriend omdat de wagen waarmee hij rijdt doet vermoeden dat hij een fatsoenlijke, eerbare jongen is. Gastoptreden van Shari Lewis |             |                           |                    | |                   |  |
| 43 | 21          | Close Shave               | Dorothy Lyman      | Elliot Stern | 20 februari 1995  |  |
| C.C. volgt kooklessen, maar zowat iedereen die van haar kookkunsten eet, wordt ziek. Maggie neemt een job als vrijwilligster aan in het ziekenhuis. Wanneer ze op een avond dienst heeft, maar liever met haar vriend uitgaat, kan ze Fran overtuigen om haar shift over te nemen. Ze beslissen om dit niet tegen Maxwell te zeggen. Net die avond belandt Maxwell in het ziekenhuis met een blindedarmontsteking en aanziet de dokter Fran als verpleegster. Daardoor is zij genoodzaakt het schaamhaar van Maxwell weg te scheren. Gastoptreden van Christina Pickles, Steven Anderson en Lee Ryan |             |                           |                    | |                   |  |
| 44 | 22          | What the Butler Sang      | Lee Shallat-Chemel | Diane Wilk | 27 februari 1995  |  |
| Fran geeft haar zus Nadine onderdak ten huize Sheffield nadat ze gedumpt werd door haar man Barry. Nadine zet al snel haar zinnen op Maxwell, iets waar Fran jaloers van wordt. De enige mogelijkheid om Nadine het huis uit te krijgen, is door haar te herkoppelen met Barry. Nadat Fran Niles hoort zingen in de badkamer overtuigt ze Maxwell en C.C. om hem deel te laten nemen aan een auditie. |             |                           |                    | |                   |  |
| 45 | 23          | A Kiss Is Just a Kiss     | Dorothy Lyman      | Eileen O'Hare | 1 mei 1995        |  |
| De onzekere Maggie wil deelnemen aan een wedstrijd waarbij ze kans maakt om op de cover te komen van de meest recente cd van Billy Ray Cyrus. Ze overtuigt Fran ook om mee te doen. Fran wint de wedstrijd, maar beslist om niet in te gaan op het aanbod omdat ze vreest dat Maggie daardoor nog meer onzekerder wordt. Nadat Fran verneemt dat ze won omdat ze "oud" is, zit ze in zak en as en moet Maxwell haar troosten. Gastoptreden van Billy Ray Cyrus |             |                           |                    | |                   |  |
| 46 | 24          | Strange Bedfellows        | Dorothy Lyman      | Frank Lombardi, Dana Reston                                                                                                   | 8 mei 1995        |  |
| Mona, een kinderoppas en vriendin van Fran, gaat op pensioen. Daardoor realiseert Fran dat ze geen werk heeft eens Grace is afgestudeerd aan de middelbare school. Vandaar dat ze haar verdriet met alcohol verdrinkt. Daardoor neemt ze 's nachts de verkeerde slaapkamerdeur en belandt in het bed van Maxwell, iets wat wordt opgemerkt door Niles en C.C.. Wanneer Fran verneemt dat Mona door haar werkgever ten huwelijk werd gevraagd, hoopt ze dat Maxwell ooit hetzelfde zal doen. Niet veel later belooft Maxwell dat hij Fran voor de rest van zijn leven zal beschermen wat zij verkeerdelijk interpreteert als een mogelijk toekomstig huwelijksaanzoek. Gastoptreden van Tyne Daly |             |                           |                    | |                   |  |
| 47 | 25          | The Chatterbox            | Lee Shallat-Chemel | Teleplay: Fran Drescher & Peter Marc Jacobson & Robert Sternin & Prudence Fraser Verhaal: Fran Drescher & Peter Marc Jacobson | 15 mei 1995       |  |
| Kapper Anthony is op zoek naar een werkkracht om het haar van het cliënteel te wassen. Via Fran neemt hij Mary Ruth aan, een aan lager wal geraakte tweederangsactrice. Mary Ruth achterhaalt dat Mimo, de zoon van Anthony, zijn moeder mist. Anthony scheidde jaren geleden van haar. Wanneer Mary Ruth Mimo in contact wil brengen met zijn moeder, dreigt Anthony haar te ontslaan. Gastoptreden van Tracy Nelson en Patrick Cassidy |             |                           |                    | |                   |  |
| 48 | 26          | Fran Gets Mugged          | Lee Shallat-Chemel | Jayne Hamil & Rick Shaw | 22 mei 1995       |  |
| Fran en Brighton worden in het park overvallen waarbij Fran haar handtas wordt ontvreemd. In die handtas zat een uniek werk van Shakespeare dat Fran meenam van het bureau van Maxwell denkende dat het een boodschappenlijst was. De dader wordt gevat, maar het werk is spoorloos. De rechter geeft hem enkel een werkstraf waardoor Fran de man enkele dagen later terug tegenkomt in het park. |             |                           |                    | |                   |  |

## Seizoen 3
| Nr. serie | Nr. seizoen | Titel van aflevering           | Regisseur     | Schrijver                          | Uitzenddatum      |  |
| --- | ----------- | ------------------------------ | ------------- | ---------------------------------- | ----------------- |  |
| 49 | 1           | Pen Pal                        | Dorothy Lyman | Jayne Hamil, Rick Shaw             | 11 september 1995 |  |
| Fran heeft al sinds het eerste middelbaar een pennenvriend. Ondanks ze altijd hebben gezegd dat ze elkaar geen foto sturen, spreken ze met elkaar af nu Lenny naar New York komt. Maxwell is benieuwd, en stiekem jaloers, wie Lenny is en beslist mee te gaan. Fran heeft wel 1 probleem: ze heeft in haar brieven een beetje overdreven wie ze in werkelijkheid is. C.C. heeft Maxwell diezelfde dag uitgenodigd voor een romantisch etentje, maar daar hij niet kan, daagt Niles op. Gastoptreden van Florence Griffith-Joyner en Peter Marc Jacobson |             |                                |               |                                    |                   |  |
| 50 | 2           | Franny and the Professor       | Dorothy Lyman | Janis Hirsch                       | 18 september 1995 |  |
| Noël, de pretentieuze broer van C.C. en professor, komt op bezoek. Hij aanziet Fran onmiddellijk als iemand van "de lagere intellectuele klasse". Als grap wedt C.C. met Noël dat hij niet in staat is om Fran te laten deelnemen aan Jeopardy!, wat hem wel lukt. Noël heeft enkele gesprekken met Fran waarin hij haar laat denken dat ze zeer intellectueel is. Zelf verkneukelt hij zich al hoe Fran tijdens de quiz zal afgaan voor gans Amerika. Maxwell achterhaalt de ware bedoelingen en wil Fran inlichten, maar bedenkt zich omdat zij enorm enthousiast is. Tot verbazing van C.C. en Noël belandt Fran uiteindelijk in het finalespel. Maxwell is slechtgezind: president Bill Clinton heeft alweer Andrew Lloyd Webber uitgenodigd op het Renaissance Weekend in plaats van hem. Gastoptreden van Michael McKean en Alex Trebek                                                                                           |             |                                |               |                                    |                   |  |
| 51 | 3           | Dope Diamond                   | Dorothy Lyman | Diane Wilk                         | 25 september 1995 |  |
| Fran heeft een relatie met dokter Jules Kimball die haar al na twee weken ten huwelijk vraagt. Op aanraden van Val stemt Fran in. Wanneer ze een verlovingsring gaan kopen, loopt Jules weg met een diamanten ring. Fran wordt door de politie gearresteerd. Daar wordt duidelijk dat zij niet het eerste slachtoffer is van Jules. Jules heeft volgens de politie al veel "hopeloze ongetrouwde vrouwen in hun dertiger jaren" opgelicht. Brighton wil winnen van Maxwell in het schaken. Gastopreden van Ian Buchanan |             |                                |               |                                    |                   |  |
| 52 | 4           | A Fine Family Feud             | Dorothy Lyman | Frank Lombardi                     | 2 oktober 1995    |  |
| Maggie verjaart weldra. Fran kan Maxwell overtuigen om een feestje te houden in de discotheek van haar tante Freida. Sylvia heeft al lang ruzie met Freida en dreigt dat ze nooit meer met Fran zal spreken indien het feestje daar doorgaat. Fran denkt dat noch Sylvia noch Freida weten wat aanleiding was van de ruzie en brengt beide dames samen. Fran was correct en de ruzie wordt bijgelegd. Tijdens het feest herinnert Freida terug wat de aanleiding was wat resulteert in een voedselgevecht. Gastopreden van Lainie Kazan |             |                                |               |                                    |                   |  |
| 53 | 5           | Val's Apartment                | Dorothy Lyman | Pamela Eells, Sally Lapiduss       | 9 oktober 1995    |  |
| Val wil een nieuw appartement huren. Omdat ze dit financieel niet alleen kan, overtuigt ze Fran om bij haar in te komen wonen. Volgens Val heeft Fran daardoor meer vrijheid omdat ze niet steeds bij haar werkgever en de kinderen is. Verder zijn er in de buurt heel veel knappe mannen. Het appartement is veel kleiner dan Val had laten uitschijnen en ligt in een "homowijk" wat het vele aantal mannen verklaart. Verder is er in het gebouw veel ongedierte. Fran wil terugkeren, maar durft dit Maxwell niet te vragen. Ook Maxwell mist Fran, maar durft evenmin te vragen of Fran wil terugkeren. Gastopreden van David Bowe |             |                                |               |                                    |                   |  |
| 54 | 6           | Shopaholic                     | Dorothy Lyman | Eric Cohen                         | 16 oktober 1995   |  |
| Nadat Fran verneemt dat haar "toekomstige verloofde ex-vriend" Danny Imperiali gaat trouwen met Heather Biblow gaat ze op koopjesjacht. Maxwell is van mening dat Fran verslaafd is aan winkelen wat ze zelf ook beseft nadat ze de spullen die ze heeft gekocht nader bekijkt. Vandaar dat ze besluit om hulp te zoeken in een "afkickcursus voor shopverslaafden". Daar komt ze tot het besef dat haar koopverslaving een gevolg is van het gemis aan liefde. |             |                                |               |                                    |                   |  |
| 55 | 7           | Oy Vey, You're Gay             | Dorothy Lyman | Eileen O'Hare                      | 23 oktober 1995   |  |
| Maxwell zit zowel op persoonlijk als op professioneel vlak in een crisis. Hij vindt dat hij een sociaal en romantisch leven moet leiden, maar wil zijn overleden vrouw niet vergeten. Verder is hij het beu steeds in de schaduw van Andrew Lloyd Webber te moeten leven. Via C.C. huurt hij reclame-adviseur Sydney Mercer in. Zij is een knappe dame en Maxwell voelt wel wat voor haar, niet wetende dat ze lesbisch is en een oogje heeft op Fran. Maxwell doet een restyling en wordt een hippe man in jeans en leder. Gastopreden van Catherine Oxenberg |             |                                |               |                                    |                   |  |
| 56 | 8           | The Party's Over               | Dorothy Lyman | Caryn Lucas                        | 6 november 1995   |  |
| Fran en Val willen een vrijgezellenavond houden in de bar van Benny. De inschrijvingen zijn een succes, maar de bar brandt af. Daarom beslist Fran om het feest in het huis van Maxwell te houden. Hij, C.C., Brighton en Grace zijn dat weekend toch niet thuis. Het feestje is een ramp want er komen enkel aan lager wal geraakte mannen op af. De enige fatsoenlijke man die er is – en die Fran aanspreekt – is een politieman die haar arresteert omdat ze volgens hem een relatiebureau zonder vergunning heeft opgericht. Omdat Fran meegenomen wordt naar het politiebureau is ze niet tijdig thuis om alles op te kuisen. Vandaar dat Maxwell bij zijn thuiskomt denkt dat Maggie een feestje heeft gehouden en geeft hij haar huisarrest. Fran biecht op wat er gebeurde. Maxwell wil haar ontslaan, maar Nigel kan hem op andere gedachten brengen. Gastopreden van Kane Picoy en Kevin Light                               |             |                                |               |                                    |                   |  |
| 57 | 9           | The Two Mrs. Sheffields        | Dorothy Lyman | Diane Wilk                         | 13 november 1995  |  |
| Maxwells' bazige moeder Elizabeth komt op bezoek. Via verhalen van C.C. en haar eigen gevoel vermoedt ze dat Fran meer voelt voor Maxwell dan dat van een kinderjuffrouw wordt verwacht. Daarom eist ze dat hij haar ontslaat. Om zijn moeder een blok te zetten, vraagt hij Fran ten huwelijk waar zijn moeder bij is. Fran beseft later dat Maxwell dat niet meende en wil hem een koekje van eigen deeg geven. Haar wraak zorgt er onbedoeld voor dat de relatie tussen Maxwell en zijn moeder beter wordt. |             |                                |               |                                    |                   |  |
| 58 | 10          | Having His Baby                | Dorothy Lyman | Erik Mintz                         | 20 november 1995  |  |
| Fran verneemt dat haar "toekomstig verloofde ex-vriend" Danny Imperiali vader wordt. Als gevolg hiervan wil ze ook zwanger worden ondanks ze niet getrouwd is. Vandaar dat ze naar een spermabank gaat voor inlichtingen. Wanneer ze Maxwell inlicht over haar plannen denkt hij dat hij de spermadonor voor Fran moet worden. Tezelfdertijd zoekt actrice Monica Baker voor een avond een oppas voor haar pasgeboren baby. Fran stelt zich kandidaat om zo haar taken als moeder al onder de knie te krijgen. |             |                                |               |                                    |                   |  |
| 59 | 11          | The Unkindest Gift             | Dorothy Lyman | Frank Lombardi                     | 27 november 1995  |  |
| Fran stuurt in het geheim het manuscript van Maxwells eerste boek op naar enkele uitgevers, maar geen van hen heeft interesse en vinden het werk zelfs afschuwelijk. Verder vraagt ze Brighton om de brit milah–is van de baby van haar familielid Susan te filmen. Niet wetende wat de term "brit milah–is" betekent, gaat Brighton akkoord. Tijdens de ceremonie valt hij echter flauw waardoor "de knip" niet gefilmd is. Fran vindt het incident zo leuk dat ze het filmpje opstuurt naar "America's Wackiest Home Videos". De opname wordt geaccepteerd en de familie Sheffield en Fran vliegen naar Hollywood voor de opnames. Fran loopt echter verloren en belandt op de set van Dr. Quinn, Medicine Woman waardoor de beveiliging haar van het terrein zet. Gastoptreden van Lorna Luft |             |                                |               |                                    |                   |  |
| 60 | 12          | The Kibbutz                    | Dorothy Lyman | Frank Lombardi                     | 4 december 1995   |  |
| Maxwell wil dat Maggie minder contact heeft met jongens en zeker met Eric. Daarom is hij van plan om haar tijdens de kerstvakantie te sturen naar een klooster in Zwitserland. Fran kan Maxwell overtuigen om haar naar een kibboets in Israël te sturen. Later tracht ze Maxwell te overtuigen dit niet te doen: zelf verloor ze in die kibboets haar maagdelijkheid aan Yossi. Maxwell beslist daarom om met de ganse familie, inclusief Fran, naar de kibboets te gaan. Daar ontmoet Fran Yossi opnieuw. Hij heeft een zoon die eenzelfde gedrag heeft als Fran. |             |                                |               |                                    |                   |  |
| 61 | 13          | An Offer She Can't Refuse      | Dorothy Lyman | Jayne Hamil, Rick Shaw             | 11 december 1995  |  |
| Grace heeft vioolles tezamen met Frankie Tatorri. Zijn rijke en knappe vader Tony nodigt Fran uit op een vioolconcert en geeft haar dure cadeaus. Fran bedenkt zich plots dat Tony weleens een maffiabaas zou kunnen zijn. Uit vrees dat ze met beton rond haar voeten in de rivier zou belanden, blijft ze contact met hem houden. Maxwell achterhaalt dat Tony een eerlijke man is. Brighton steelt het dagboek van Maggie. Gastoptreden van John LaMotta |             |                                |               |                                    |                   |  |
| 62 | 14          | Oy to the World                | Dorothy Lyman | Fran Drescher, Peter Marc Jacobson | 18 december 1995  |  |
| Brighton gedraagt zich tijdens de kerstperiode zeer egoïstisch en wil dure cadeaus. Fran legt hem uit dat kerst niet gaat over wat je krijgt, maar wel over wat je geeft. Fran neemt Brighton en Chester mee naar een onderkomen voor daklozen. Daar komen ze in een windvlaag terecht die hen brengt tot op de noordpool. Ze ontmoeten er de kerstman – die verdacht veel weg heeft van Maxwell. De kerstman heeft een probleem: mogelijk kan hij dit jaar geen cadeaus uitdelen omwille van een persoon met de naam Babcock. Deze aflevering is een tekenfilm |             |                                |               |                                    |                   |  |
| 63 | 15          | Fashion Show                   | Dorothy Lyman | Eileen O'Hare                      | 8 januari 1996    |  |
| Maxwell sleept Fran uit het huis om tijdig aanwezig te zijn op de première van zijn nieuwste productie. Dat had hij beter niet gedaan: de volgende dag staat Fran in een modemagazine met de opmerking dat ze allesbehalve modebewust is. Om het tegendeel te bewijzen, neemt Maxwell Fran aan voor een styling van een scène in het toneelstuk Our Town. Hij komt al snel tot de conclusie dat hij dat eerder gedaan had omwille van zijn niet-uitgesproken verliefdheid. Fran schakelt daarom de hulp in van haar neef Toddy die het complete toneelstuk restyled tot ongenoegen van Maxwell. Desondanks heeft deze riskante styling een groot succes. Gastoptreden van Derek Webser |             |                                |               |                                    |                   |  |
| 64 | 16          | Where's Fran?                  | Dorothy Lyman | Sally Lapiduss                     | 15 januari 1996   |  |
| Fran achterhaalt dat Maggie en haar vriend roken. Ze weet niet of ze Maggie hier over moet aanspreken of dit over te laten aan Maxwell. Ze bedenkt een plan waarin ze rookt in het bijzijn van Maggie en Maxwell waaruit Maggie moet concluderen dat ze best stopt. Het plan loopt in werkelijkheid helemaal anders en Maxwell scheldt Fran uit. Zij wil dat hij zijn woorden terugneemt of ze vertrekt. Daar Maxwell bij zijn standpunt blijft, neemt Fran ontslag. Wanneer Maxwell Maggie en haar vriend overhoort, komt hij tot het besef wat Fran eigenlijk wilde zeggen. Vandaar dat hij op zoek gaat naar haar, maar ze is nergens te vinden. |             |                                |               |                                    |                   |  |
| 65 | 17          | The Grandmas                   | Dorothy Lyman | Caryn Lucas                        | 22 januari 1996   |  |
| Fran vindt dat Maxwell te voorspelbaar is. Hij beaamt dat, maar weet niet wat er aan te doen. Verder is Grace van mening dat ze oud genoeg is en geen kinderoppas nodig heeft. Ze schakelt de hulp in van Maxwell, maar deze heeft zijn levensstijl totaal aangepast. Sylvia en Morty zijn uit elkaar na een ruzie. Fran bedisselt met haar grootmoeders Yetta en Nettie een plan om haar ouders terug samen te brengen. Fran moet nu enkel een oplossing vinden om de oude Maxwell terug te krijgen. |             |                                |               |                                    |                   |  |
| 66 | 18          | Val's Boyfriend                | Dorothy Lyman | Erik Mintz                         | 5 februari 1996   |  |
| Val heeft een vriend: Paulie. Hoewel Fran blij voor haar is, vindt ze het jammer dat ze zelf nog steeds niemand heeft gevonden. Door die relatie ziet Fran Val bijna niet meer. C.C. neemt ontslag omdat Maxwell haar geen evenwaardige vennoot wil maken. In eerste instantie is Maxwell blij met haar vertrek, maar hij moet al snel toegeven dat hij haar mist. Ook Niles mist C.C. en begint nu zijn affronten te werpen naar de andere bewoners. Het gevolg is dat C.C. en Fran vriendinnen worden, waarbij Fran ervoor zorgt dat C.C. haar job terugkrijgt. Mogelijk komt haar vriendschap met Val ook in orde, daar ze denkt dat Paulie niet trouw is. |             |                                |               |                                    |                   |  |
| 67 | 19          | Love is a Many Blundered Thing | Dorothy Lyman | Dan Amernick, Jay Amernick         | 12 februari 1996  |  |
| Fran heeft dit jaar op Valentijnsdag eindelijk een afspraakje: met politieman Jeff. Fran raadt Maxwell aan een Valentijnskaart te sturen naar iemand waarmee hij een relatie ziet zitten. Wanneer ze even later een anonieme Valentijnskaart in de bus vindt die aan haar is geadresseerd, is ze er zeker van dat deze van Maxwell komt. Uit dank laat ze op Times Square een bord schilderen met daarop haar naam en die van Maxwell met daarbij een liefdevolle slogan. Wanneer Fran haar anonieme minnaar ontmoet, blijkt dit Tommy te zijn; de veertienjarige maat van Brighton. Fran en Val snellen naar Times Square om het bord te overschilderen voordat Maxwell er weet van heeft, maar daarvoor zijn ze te laat. Gastoptreden van Michael Bacall |             |                                |               |                                    |                   |  |
| 68 | 20          | Your Feet's Too Big            | Dorothy Lyman | Sally Lapiduss                     | 19 februari 1996  |  |
| Sylvia ondergaat een plastische ingreep. Van de chirurg verneemt Fran dat bepaalde lichaamsdelen groter worden naarmate men ouder wordt. Fran is dan ook gechoqueerd wanneer blijkt dat ze plots een voetmaat groter heeft, wat wil zeggen dat ze oud aan het worden is. Maxwell vindt dat Fran overdrijft, maar zelf klaagt hij over zijn uitdunnend haar. Gastoptreden van John Astin |             |                                |               |                                    |                   |  |
| 69 | 21          | Where's the Pearls?            | Dorothy Lyman | Frank Lombardi                     | 26 februari 1996  |  |
| Hoewel Maxwell, C.C. en Niles er alles aan deden om het geheim te houden, komt Fran toch te weten dat Elizabeth Taylor op bezoek komt. Fran krijgt het geregeld om haar in privé te spreken. Taylor wil een koeriersbedrijf bellen om haar dure parels bij een juwelier op te halen en deze naar een fotoshoot te brengen. Fran is van mening dat het koeriersbedrijf dan weet wat ze vervoeren en dit een potentiële verdwijning inhoudt van de juwelen. Daarom stelt ze voor dat zijzelf de parels vervoert. Nadat Fran de parels heeft opgehaald, heeft haar taxi een ongeluk. Hoewel Fran niet bewusteloos is geweest, heeft ze wel een hersenschudding. Ze herinnert zich niet wat er is gebeurd en weet niet waar de parels zijn gebleven. Gastoptreden van Rosie O'Donnell en Elizabeth Taylor |             |                                |               |                                    |                   |  |
| 70 | 22          | The Hockey Show                | Dorothy Lyman | Robbie Schwartz                    | 4 maart 1996      |  |
| Fran start een relatie met ijshockeyspeler Mike LaVoe van de New York Rangers. Hij is zo uiterst bijgelovig, dat Fran de relatie wil stopzetten. Maxwell kan haar overtuigen om te wachten tot na de volgende wedstrijd waarvoor de familie gratis tickets zal krijgen. Tijdens de wedstrijd denkt Mike dat Fran haar grote geluksbrenger zal zijn voor de overwinning, maar het team begint al snel te verliezen. Wanneer Mike ziet dat Fran rode schoenen draagt, aanziet hij dat als de reden van hun nederlaag. Hij roept dan ook voor het publiek (en de camera's) dat het Frans fout is dat het team is verloren. Hierdoor aanziet half New York (en de wereld) Fran als grote boosdoener. Uit wraak wil Fran de belangrijkste geluksbrenger van Mike vernielen tenzij hij haar publiekelijk verontschuldigd. Gastoptreden van John Davidson en Ron Greschner                                                                     |             |                                |               |                                    |                   |  |
| 71 | 23          | That's Midlife                 | Dorothy Lyman | Caryn Lucas                        | 11 maart 1996     |  |
| Maxwells laatste productie op Broadway is een flop. Daardoor is hij bitsig tegen iedereen en werkt hij zijn frustraties op hen uit, vooral op het tennisterrein. Fran overtuigt hem om op consultatie te gaan bij Dr. Joyce Brothers aangezien zijn reguliere therapeut verlof heeft. Volgens Joyce heeft Maxwell een midlifecrisis. Dat blijkt ook uit zijn doen en laten: hij draagt jeans, T-shirts en lederen jassen. Hij kocht een Porsche sportwagen en hij verfde zijn grijze haren. Verder wil hij stoppen met werken. Fran moet Maxwell zien te overtuigen dat zijn leven wel een succes is. Gastoptreden van Monica Seles en DeeDee Rescher |             |                                |               |                                    |                   |  |
| 72 | 24          | The Cantor Show                | Dorothy Lyman | Diane Wilk                         | 29 april 1996     |  |
| In de synagoge waar Fran gaat bidden, is een nieuwe cantor: de knappe Gary Isaacs. Wanneer hij Fran komt ophalen, ontmoet hij er Burt Bacharach die op bezoek is. Burt en Gary zingen samen een lied. Maxwell en C.C. zijn direct onder de indruk en geven Gary een rol in hun aankomende musical. Door dit contract mag Gary niet langer zingen in de synagoge. De islamitische gemeenschap is kwaad dat Gary niet meer komt en aanzien Fran als de grote oorzaak. Daardoor ontstaat er ruzie tussen die gemeenschap en Fran. Fran stelt Maxwell voor om het contract met Gary te herzien. Hij wil niet: de hoofdrolspeler is omwille van een ongeval niet meer beschikbaar waardoor Gary nu die rol krijgt. Uiteindelijk haakt Gary af omdat hij een filmrol kreeg aangeboden dewelke hem veel meer geld opbrengt. Fran moet nu de ruzie met de islamitische gemeenschap bijleggen. Gastoptreden van Burt Bacharach en Philip Casnoff |             |                                |               |                                    |                   |  |
| 73 | 25          | Green Card                     | Dorothy Lyman | Rick Shaw                          | 6 mei 1996        |  |
| Omdat hij gebuisd was, krijgt Brighton privélessen Frans van Philippe. Fran haar hormonen slaan onmiddellijk op hol wanneer ze Philippe ziet en dat blijkt wederzijds te zijn. Maxwell kan niet overweg met Philippe: niet enkel de taalbarrière is een probleem, maar ook het feit dat Philippe interesse heeft in Fran. Al snel vraagt Philippe Fran ten huwelijk waardoor Maxwell denkt dat hij enkel wil trouwen om een Green Card te krijgen. Gastoptreden van Paolo Seganti |             |                                |               |                                    |                   |  |
| 74 | 26          | Ship of Fran's                 | Dorothy Lyman | Diane Wilk                         | 13 mei 1996       |  |
| Fran en Val gaan op vakantie naar de Caraïben met een cruise. Volgens Fran haar helderziende vriendin zal ze tijdens die reis dansen met de man van haar dromen. Brighton doet weldra zijn Joods vormsel en kan Maxwell overtuigen om dit groots te vieren. Daarom boekt Maxwell een reis: op dezelfde cruise als Fran. Maxwell zegt tegen zijn familieleden dat ze Fran op de cruise niet mogen lastigvallen omdat het haar verlofperiode is, maar zelf doet hij er alles aan om zo veel mogelijk bij haar te zijn. Wanneer Fran Steve Goodman ontmoet en hij haar vraagt om met hem deel te nemen aan een mambo-danswedstrijd is zij er zeker van dat hij de man is waarover haar helderziende het had. Niles en C.C., die ook deelnemen aan de reis, vertoeven in het casino. Niles staat op punt een hoge som geld te winnen, maar door toedoen van C.C. verliest hij alles. Gastoptreden van David Starzyk                         |             |                                |               |                                    |                   |  |
| 75 | 27          | A Pup in Paris                 | Dorothy Lyman | Diane Wilk                         | 20 mei 1996       |  |
| Maxwell neemt per ongeluk de handkoffer waarin Chester zit mee naar het vliegtuig. Fran snelt naar de luchthaven en kan in het vliegtuig nog beletten dat de hond meevliegt naar Frankrijk. Echter verzeilt Fran na een duw op het toilet en zit de deur vast. Daardoor vliegt ze ongewild en illegaal mee naar Parijs. Eens daar blijkt dat alle hotelkamers volzet zijn omwille van de nieuwste productie van Andrew Lloyd Webber. Daardoor is Maxwell genoodzaakt zijn kamer met haar te delen. Op hun terugvlucht krijgt het vliegtuig technische problemen en dreigt het neer te storten. In deze chaos geeft Maxwell voor de eerste keer openlijk toe dat hij van Fran houdt. Gastoptreden van Tim Bagley en Eartha Kitt |             |                                |               |                                    |                   |  |

## Seizoen 4
| Nr. serie | Nr. seizoen | Titel van aflevering                 | Regisseur     | Schrijver                        | Uitzenddatum      |  |
| --- | ----------- | ------------------------------------ | ------------- | -------------------------------- | ----------------- |  |
| 76 | 1           | The Tart with Heart                  | Dorothy Lyman | Frank Lombardi                   | 18 september 1996 |  |
| Fran is woedend op Maxwell omdat hij zijn liefdesverklaring terug intrekt met het argument dat hij dit in een paniekaanval zei toen het vliegtuig dreigde te crashen. Volgens C.C. heeft Maxwell Fran aangenomen enkel en alleen voor haar uiterlijk. Om het tegendeel te bewijzen, gaat Fran enkele keren uit met de blinde Jack. Hij heeft onmiddellijk door dat Fran gevoelens heeft voor Maxwell en raadt haar aan om uit te vissen waar ze nu staat in die relatie. Grace moet een opstel schrijven over iemand die ze kent en interessant vindt. Gastoptreden van Jason Alexander |             |                                      |               |                                  |                   |  |
| 77 | 2           | The Cradle Robbers                   | Dorothy Lyman | Nastaran Dibai, Jeffrey B. Hodes | 25 september 1996 |  |
| Maxwell is niet blij dat Maggie een relatie heeft met de acht jaar oudere John en wil dat Fran haar op andere gedachten brengt. Na het gesprek tussen Fran en Maggie, valt Fran op een vriend van John dewelke 8 jaar jonger is dan haar. Maggie vindt dat Fran hypocriet is. C.C. kan 's nachts niet slapen, maar weet niet dat Niles stiekem cafeïne toevoegt in haar koffie. Maxwell gaat naar de dokter wegens gehoorproblemen aan zijn linkeroor. Gastoptreden van Brian Bloom en Sean Kanan |             |                                      |               |                                  |                   |  |
| 78 | 3           | The Bird's Nest                      | Dorothy Lyman | Jayne Hamil                      | 25 september 1996 |  |
| Maxwell dreigt ermee om Brighton naar de militaire school te sturen indien zijn punten voor wetenschappen niet verbeteren. De jongen beslist om eieren uit te broeden die in een verlaten nest liggen. Nadat Fran een gloeilamp vergeet uit te zetten, zijn de eieren gekookt. Daarom moet Fran de lerares overtuigen om Brighton meer tijd te geven omdat zij het project heeft verknald. Zijn nieuw project wordt Sylvia die uitslag heeft gekregen na het eten van wellicht bedorven voedsel. C.C. neemt tijdelijk onderdak ten huize Sheffield omdat haar appartement wordt gerenoveerd. Zij hoopt zo op liefdesvlak dichter bij Maxwell te geraken. Niles maakt hier gretig gebruik van: hij heeft met Maxwell een gesprek dat hij opneemt. Dat gesprek is zo goed voorbereid dat Maxwell allerhande zinnen zegt die dubbelzinnig kunnen worden geïnterpreteerd. Die zinnen speelt hij terug af op vragen die C.C. stelt aan de gesloten slaapkamerdeur van Maxwell. Gastoptreden van Nora Dunn |             |                                      |               |                                  |                   |  |
| 79 | 4           | The Rosie Show                       | Dorothy Lyman | Nastaran Dibai, Jeffrey B. Hodes | 9 oktober 1996    |  |
| Fran zit in het publiek tijdens een opname van The Rosie O'Donnel Show. Tijdens een item over "kinderopvoeding" geeft Fran plots een rake opmerking. Rosie is onder de indruk en geeft Fran een wekelijkse rubriek waar ouders terechtkunnen met vragen over opvoeding. Fran haar rubriek is zo populair dat C.C. aanbiedt om haar manager te worden. Maxwell vreest dat Fran haar ontslag als kindermeid geeft en dat hij haar niet meer zal zien. Van Sylvia en Yetta verneemt hij dat de familie Fine "vervloekt" is van de geest "Bubby Sophie" en dat alles wat die geest zegt, uitkomt. Zo tracht Maxwell Fran wijs te maken dat hij een nachtmerrie had over Bubby Sophie die hem zei dat Fran met haar rubriek moet stoppen. Gastoptreden van Rosie O'Donnell en Donald Trump |             |                                      |               |                                  |                   |  |
| 80 | 5           | Freida Needa Man                     | Dorothy Lyman | Frank Lombardi                   | 16 oktober 1996   |  |
| Freida, de tante van Fran, komt overnachten omdat haar appartement wordt geschilderd. Echter werd ze uit haar appartement gezet omdat ze failliet is nadat ze achterstallige belastingen moest betalen. Verder is ze vijf keer getrouwd geweest met rijke mannen die allen overleden in "verdachte omstandigheden". Nu heeft ze een nieuwe rijke vriend, Fred, maar die ziet een vaste relatie nog niet zitten. Om Freida uit het huis te krijgen, tracht Fran Freida en Fred te koppelen. Daarom geeft ze Fred danslessen, maar tijdens een van deze lessen krijgt hij een hartaanval. Fran vermoedt dat deze hartaanval is uitgelokt met medicatie die Freida hem stiekem geeft. Na zijn herstel geeft Fred toe zich enkel rijk voor te doen om zo andere rijke dames te kunnen oplichten. Gastoptreden van Donald O'Connor, Lainie Kazan en George Furth |             |                                      |               |                                  |                   |  |
| 81 | 6           | Me and Mrs. Joan                     | Dorothy Lyman | Peter Marc Jacobson              | 30 oktober 1996   |  |
| Maxwell en Fran komen bij toeval Maxwells vervreemde vader James tegen. Ze nodigen hem uit voor het avondeten. Maxwell is woedend wanneer James aankomt met Joan. James had destijds zijn gezin verlaten met zijn secretaresse, Joan dus, met wie hij nu getrouwd blijkt te zijn. Fran is dan weer woedend op Maxwell omdat hij haar niet ten huwelijk wil vragen. Na een gesprek met zijn vader is Maxwell overtuigd om een relatie te starten met Fran, maar keert op zijn beslissing terug nadat hij een gesprek overhoort tussen James en Sylvia. Brighton gaat naar de balletschool omdat hij er meisjes wil versieren. Na de eerste les wil hij al stoppen, omdat de andere jongens veel fitter zijn. Gastoptreden van Joan Collins en Robert Vaughn |             |                                      |               |                                  |                   |  |
| 82 | 7           | The Taxman Cometh                    | Dorothy Lyman | Dan Amernick, Jay Amernick       | 6 november 1996   |  |
| Na een belastingcontrole moet Fran 5000 Amerikaanse Dollar betalen. Op aanraden van Maxwell vecht ze deze belasting aan. Ze komt terecht bij een auditeur die droomt om te acteren op Broadway. Fran ziet hier een kans in om de man te paaien door hem via Maxwell een rol te geven in een van zijn producties. Maxwell wil de banden met Brighton terug versterken, maar de jongen is nu een tiener en geen kind meer. Harley, de hond van Jay Leno, komt op logement. Harley en Chester komen goed overeen en mogelijk zijn er puppy's op komst. Gastoptreden van Jay Leno en Monty Hall |             |                                      |               |                                  |                   |  |
| 83 | 8           | An Affair to Dismember               | Dorothy Lyman | Diane Wilk                       | 13 november 1996  |  |
| Nigel, de broer van Maxwell, komt van Parijs naar New York om zijn broer te bezoeken. Fran geeft hem een rondleiding door de stad en al snel wordt duidelijk dat Nigel gevoelens heeft voor Fran. Hij geeft haar allerhande geschenkjes die ze aanneemt, maar zij verbergt deze zodra er iemand anders in de buurt is. Nigel stelt voor om met hem te trouwen en te gaan samenwonen in Frankrijk. Hij stelt voor om die nacht de Queen Elizabeth 2 te nemen. Fran overweegt om mee te gaan, hoewel ze nog steeds gevoelens heeft voor Maxwell. |             |                                      |               |                                  |                   |  |
| 84 | 9           | Tattoo                               | Dorothy Lyman | Caryn Lucas                      | 20 november 1996  |  |
| Maggie wil een tatoeage, maar Fran en Maxwell willen dit niet. Via Val komen Maggie en Sylvia te weten dat zij en Fran in hun jeugdjaren een tatoeage hebben laten zetten. Fran beaamt dat ze deze nog steeds heeft. Terwijl Maxwell benieuwd is waar deze zich zou bevinden – in ieder geval op een plaats die veelal bedekt is – is Sylvia razend op haar dochter. Om haar gerust te stellen, veinst Fran dat ze de tatoeage zal laten verwijderen. Ze wil deze tonen tijdens de volgende uitstap naar het strand, maar na een gesprek met Grace bedenkt ze zich. Gastoptreden van Sally Kirkland en John Astin |             |                                      |               |                                  |                   |  |
| 85 | 10          | The Car Show                         | Dorothy Lyman | Robbie Schwartz                  | 11 december 1996  |  |
| De finaliste van een miss-wedstrijd voor "vrouwen van middelbare leeftijd" zal een auto winnen. Maggie hoopt een wagen te krijgen als verjaardagscadeau. Daarom overtuigt ze Fran om deel te nemen en haar de wagen te schenken indien ze wint. Omdat Fran niet kan rijden met een manuele versnellingsbak vraagt ze Maxwell om haar lessen te geven met de Porche. Tijdens een van de lessen rijdt Fran over een konijn. Ze is zo van slag dat ze nooit meer met een auto wil rijden en er zelfs depressief van wordt. Om haar terug op te beuren, stelt Niles voor dat Maxwell haar brengt naar Barbra Streisand. Zij organiseert momenteel een benefiet voor het goede doel. Maxwell gaat hier op in, maar tijdens die rit zet Maxwell een val op zodat Fran terug aan het stuur van de Porche moet. |             |                                      |               |                                  |                   |  |
| 86 | 11          | Hurricane Fran                       | Dorothy Lyman | Rick Shaw                        | 18 december 1996  |  |
| Fran en Val gaan op vakantie naar de Caraïben, maar een orkaan treft het eiland en ze vrezen voor hun leven. In New York zijn Sylvia en Maxwell ook bezorgd over de toestand van Fran en Val. Eenmaal terug thuis geven Fran en Maxwell aan elkaar toe dat ze sterke gevoelens voor elkaar hebben. C.C. geraakt niet uit een op hol geslagen elektrische rolstoel. |             |                                      |               |                                  |                   |  |
| 87 | 12          | Danny's Dead and Who's Got the Will? | Dorothy Lyman | Jayne Hamil                      | 8 januari 1997    |  |
| Eloise, de bazige grootmoeder van Maxwell, komt op bezoek. Maxwell wil koste wat kost vermijden dat Eloise ook maar iets zou opmerken dat er tussen hem en Fran mogelijk iets meer is dan enkel een werkrelatie. Fran moet naar de begrafenis van haar "ex-toekomstige echtgenoot" Danny Imperiali. Hij stierf aan een allergische reactie van een ontharingscrème. Hier ontmoet ze de ongetrouwde homoseksuele Harvey wiens vriend ondertussen is overleden. Daar de familie van zijn vriend de relatie niet wil erkennen en er geen testament was, erfde hij niets. Fran vreest dat haar hetzelfde zal overkomen en geeft haar ontslag. Ze start in een cosmeticazaak. Maxwell wil dat ze terugkeert maar weigert de echte reden te zeggen tegen zijn grootmoeder. Wel zegt hij eindelijk tegen Niles dat hij in het vliegtuig zijn liefde aan Fran verklaarde, maar die woorden later terugnam. Gastrol van Todd Graff en Pamela Anderson |             |                                      |               |                                  |                   |  |
| 88 | 13          | Kissing Cousins                      | Dorothy Lyman | Caryn Lucas                      | 15 januari 1997   |  |
| Fran ontmoet in een bar Bob: een knappe, alleenstaande, rijke, Joodse dokter. Daar Maxwell nog steeds geen verdere stap heeft gezet, beslist ze al snel om met Bob te trouwen. Wanneer ze niet veel later naar een begrafenis van een overleden familielid moet, ontdekt ze dat Bob een neef van haar is. Daardoor is haar hart gebroken. Maxwell stuurt Fran naar een therapeut. Zijn conclusie is dat Fran geobsedeerd is om te trouwen. Val tracht C.C. te overtuigen om goede vriendinnen te worden. Gastrol van Jon Stewart en Spalding Gray |             |                                      |               |                                  |                   |  |
| 89 | 14          | The Fifth Wheel                      | Dorothy Lyman | Jayne Hamil                      | 29 januari 1997   |  |
| Fran beslist om mannen op te geven. Vandaar dat zij, Val en C.C. met hun gedrieën op vrouwenuitstap gaan. Die uitstap loopt anders dan gepland, want nog voor die dag hebben zowel C.C. als Val een vriend. Desondanks gaat Fran nog met hen mee op de afgesproken avond, maar ze voelt zich al snel het vijfde wiel aan de wagen. Ook Maxwell, die die avond alleen is, verveelt zich. Zowel hij als zij besluiten om al te starten om te leven als vrijgezel. Gastoptreden van Gordon Thomson, Joel Murray en Spalding Gray |             |                                      |               |                                  |                   |  |
| 90 | 15          | The Nose Knows                       | Dorothy Lyman | Rick Shaw                        | 5 februari 1997   |  |
| Fran is gedegouteerd door haar therapeut dokter Miller nadat ze hem buiten de praktijk zag in een winkelcentrum waar hij openlijk in zijn neus peuterde. Sylvia, die dit van Fran vernam, zegt tegen Maxwell dat "dokter Miller op een ongewenste plaats is geweest waar zijn handen niet zouden mogen zijn geweest". Maxwell concludeert hieruit dat dokter Miller bij Fran ongewenste intimiteiten heeft gepleegd. C.C. wordt gedumpt door haar vriend Chandler en is nu dringend op zoek naar een metgezel die met haar naar een prijsuitreiking wil gaan. Gastrol van Spalding Gray |             |                                      |               |                                  |                   |  |
| 91 | 16          | The Bank Robbery                     | Dorothy Lyman | Jayne Hamil                      | 12 februari 1997  |  |
| Op Valentijdsdag stuurt Maxwell als grap een kaartje naar Fran. Dat had hij beter niet gedaan. Later op de dag worden Fran en Sylvia gegijzeld tijdens een bankoverval door Leslie Tilbert. Fran kan Leslie overtuigen om zijn onderhandelaar te zijn met de politie. Ook Maxwell kan de politie overtuigen om hun onderhandelaar te zijn. Naast een aantal voorwaarden van Leslie wil Fran als extra vorwaarde dat Maxwell de wereld vertelt wat hij werkelijk voor haar voelt. Tot haar opluchting doet Maxwell dit en stemt de politie ook in met de andere voorwaarden van Leslie. Echter, Leslie mag men zomaar niet geloven, want uiteindelijk houdt hij Sylvia nog achter als gijzelaar. Gastoptreden van Peter Scolari |             |                                      |               |                                  |                   |  |
| 92 | 17          | Samson, He Denied Her                | Dorothy Lyman | Flo Cameron                      | 19 februari 1997  |  |
| Maxwell zegt Fran dat hij zes maanden eerder een grote fout heeft gemaakt. Fran denkt hierbij onmiddellijk aan het incident in het vliegtuig waarbij hij haar zijn liefde verklaarde, maar dit later terugnam. Echter heeft Maxwell het over een totaal andere fout die hij destijds maakte en die totaal niet gerelateerd is aan het incident. Fran en C.C. worden opgeroepen als juryleden in de rechtbank. waar Kiki Hanson terecht staat. Kiki was de meid van Bernie Schwartzberg. Bernie verklaarde zijn liefde aan haar, maar nam zijn woorden later terug. Daarop besloot Kiki om niet langer bij hem te werken, maar omdat ze onder contract staat, was ze onwettig afwezig. Fran tracht de andere juryleden te overtuigen dat dit alles niet Kiki haar fout is, maar wel van Bernie. Daarbij legt ze haar eigen situatie uit. Dit doet haar beseffen waarom Maxwell zijn woorden terugnam en is ze enigszins blij. Door dat besef komt ze enige tijd niet werken. Maxwell neemt een andere kindermeid in dienst. Omdat zij echter niet wil koken, heeft de familie Sheffield een hele week honger. Gastoptreden van Robert Urich en Robert Costanzo |             |                                      |               |                                  |                   |  |
| 93 | 18          | The Facts of Lice                    | Dorothy Lyman | Nastaran Dibai, Jeffrey B. Hodes | 5 maart 1997      |  |
| Niles laat een blad papier vallen. Fran raapt dit op en leest het, ondanks ze tegen Niles zegt dit niet te hebben gedaan. Volgens Fran bevat de lijst allemaal items die men nodig heeft om iemand te vermoorden. Ze beseft dan dat ze niet veel weet over Niles zijn verleden. Fran en Val doorzoeken de kamer van Niles op zoek naar sporen van een eventuele moord die hij heeft gepleegd of zal plegen. Grace heeft luizen en infecteert ook Maggie, Brighton en Fran. Maxwell heeft er geen last van. Dat is voor Fran het bewijs dat Maxwell te weinig tijd met zijn kinderen doorbrengt. |             |                                      |               |                                  |                   |  |
| 94 | 19          | Fran's Roots                         | Dorothy Lyman | Caryn Lucas                      | 12 maart 1997     |  |
| Lila Baker beweert dat er destijds een verwisseling in het moederhuis is geweest waardoor zij de biologische moeder is van Fran en niet Sylvia. Aan haar stemtimbre te horen, zou dat inderdaad kunnen. Ondanks protest van Syvlia bezoekt Fran Lila. Ze is eerst verbaasd omdat Lila een Afro-Amerikaanse is, maar de vader van haar kind was wel een Joodse blanke man. Uit een test is reeds gebleken dat het DNA van Lila en haar dochter niet overeenkomen. Fran besluit om ook een DNA-test te laten uitvoeren om uit te klaren wie haar echte moeder is. Gastoptreden van Telma Hopkins |             |                                      |               |                                  |                   |  |
| 95 | 20          | The Nanny and the Hunk Producer      | Dorothy Lyman | Frank Lombardi                   | 2 april 1997      |  |
| Maxwell wint eindelijk een Tony Award in een categorie waar ook een productie van Andrew Lloyd Webber genomineerd was. Volgens de roddelbladen hadden Maxwell en Fran al een geheime relatie toen hij nog getrouwd was met zijn overleden vrouw. Fran is razend: niet omwille van de roddel, maar wel omdat men hiermee insinueert dat ze ouder dan veertig jaar is. Gastoptreden van Michael Brandon en Spalding Gray |             |                                      |               |                                  |                   |  |
| 96 | 21          | The Passed-Over Story                | Dorothy Lyman | Rick Shaw                        | 9 april 1997      |  |
| Maxwell cast Morgan Faulkner voor de hoofdrol in zijn volgende productie. De echte naam van Morgan is Marcy Feldman, de aartsvijand van Fran in de middelbare school. Nadat Maggie geweerd wordt van twee hogescholen, stelt Morgan voor dat ze haar persoonlijke assistente mag zijn tot wanneer ze een school vindt waar ze wordt toegelaten. Fran is tegen dit idee omdat ze denkt dat Marcy de rol van kinderjuf wil overnemen. Maxwell vindt het wel een goed idee omdat Maggie hier veel ervaring mee zal opdoen, maar verandert prompt van gedacht wanneer Maggie aankondigt dat ze na de productie met Marcy naar Europa zal gaan om er permanent te verblijven. Marcy stelt Maxwell voor een ultimatum: indien Maggie niet haar assistente wordt, zal Marcy de hoofdrol niet spelen. Gastoptreden van Jane Sibbett |             |                                      |               |                                  |                   |  |
| 97 | 22          | No Muse Is Good Muse                 | Dorothy Lyman | Jayne Hamil                      | 23 april 1997     |  |
| Wanneer de beroemde zanger Tasha in New York verblijft, wil Fran hem liedjesteksten geven die ze zelf heeft bedacht. Tasha vindt de teksten afschuwelijk, maar is wel van mening dat hij haar miserabele leven wel kan omzetten naar liedjesteksten. Maxwell vindt dit ethisch onverantwoordelijk en zegt dat hij Fran meer nodig heeft dan Tasha Fran. Hierdoor wordt Fran gelukkig en vindt Tasha een nieuw slachtoffer: Val. Niles heeft een cursus-op-cassetterecorder aangekocht hoe succes te boeken bij vrouwen. Gastrol van Jayne Meadows en Lois Chiles |             |                                      |               |                                  |                   |  |
| 98 | 23          | You Bette Your Life                  | Dorothy Lyman | Frank Lombardi                   | 30 april 1997     |  |
| Maxwell en C.C. organiseren een veiling voor het goede doel: de restauratie van een bepaalde wijk in New York. De veiling wordt geleid door Bette Midler. Fran veilt zichzelf om een dag kinderoppas te zijn. Tot Maxwell zijn verbazing wordt er 5000 Amerikaanse Dollar geboden. De koper is een kind: Keith. Keith is de zoon van de rijke investeerder Tom Rosenstein met wie Maxwell in onderhandeling is om zijn volgende productie te financieren. Keith, een talentvolle pianist, geeft een optreden in het rusthuis waar Yetta verblijft. Wanneer er tijdens dat optreden een toeschouwer sterft, denkt Keith dat dit zijn schuld is en wil hij nooit nog piano spelen. Daardoor dreigt Tom om niet te investeren in Maxwell zijn productie. Niles heeft zichzelf op de veiling ook verkocht om ergens een dag butler te spelen. Hij is gechoqueerd wanneer blijkt dat C.C. het hoogste bod heeft uitgebracht. Gastrol van Bette Midler, Ed Begley jr. en Danny Dayton |             |                                      |               |                                  |                   |  |
| 99 | 24          | The Heather Biblow Story             | Dorothy Lyman | Ivan Menchell                    | 7 mei 1997        |  |
| Heather Biblow, de weduwe van Fran's "ex-toekomstige verloofde", heeft een rol bemachtigd in de soap The Young and the Restless. Ze nodigt Fran en Val uit om met haar mee te vliegen naar Hollywood voor haar eerste opnamedag. Heather blijkt absoluut geen acteurtalent te zijn, waardoor acteur Peter Bergman voorstelt dat Fran deze rol krijgt. Dit blijkt een schot in de roos te zijn waardoor ze een langdurig contract krijgt aangeboden. Dat zou impliceren dat ze niet langer een kinderjuf is ten huize Sheffield. Niles zet een plan op zodat Fran wel zal terugkomen door haar job als kinderjuf aan een welbepaalde persoon te geven. Maxwell wist niets van dat plan en vliegt naar Hollywood terwijl Fran in het vliegtuig richting New York zit. Gastoptreden van Pamela Anderson, Peter Bergman, Richard Kline, Jeanne Cooper, Shemar Moore en Joshua Morrow |             |                                      |               |                                  |                   |  |
| 100 | 25          | The Boca Story                       | Dorothy Lyman | Caryn Lucas                      | 14 mei 1997       |  |
| Sylvia koopt een appartement in Boca Raton te Florida. Fran vreest dat ze haar ouders zal missen, maar haar mening verandert nadat Maxwell zegt dat ze nu zelf meer beslissingen kan nemen zonder hun bemoeienissen. Maxwell stelt voor om het appartement vooraf te bezoeken. Hij moet toch in Florida zijn als jurylid in de Miss Universe-verkiezingen. Op de plaats waar het appartement zou moeten staan, is niets te bespeuren. Grace wil er ouder uitzien en plakt proppen op haar borststreek. Niles moet getuige zijn op de bruiloft van een van zijn vrienden. Gastoptreden van Stanley Kamel, Brook Mahealani Lee, Alicia Machado en Spalding Gray |             |                                      |               |                                  |                   |  |
| 101 | 26          | Fran's Gotta Have It                 | Dorothy Lyman | Diane Wilk                       | 21 mei 1997       |  |
| Maxwell is in Londen om Céline Dion te overtuigen een hoofdrol aan te nemen in zijn volgende productie. Fran reist Maxwell op aanraden van Val achterna in de hoop dat het er even romantisch aan zal toegaan zoals in Parijs. In eerste instantie is Maxwell kwaad, maar al snel komt hij in betovering van de sexy Fran. Ze staan op het punt om geslachtsgemeenschap te hebben, maar Maxwell bedenkt zich omdat het wellicht een one night stand zal zijn omdat hij nog steeds geen langdurige relatie wil. Hierdoor ontstaat er een grote ruzie tussen Fran en Maxwell waardoor zij ontslag neemt. Hun trip wordt abrupt onderbroken wanneer ze vernemen dat Niles een hartaanval heeft gehad. Eenmaal thuis geeft C.C. toe dat de manier waarop zij Niles behandelt enkel is om haar liefde voor hem te onderdrukken. Niles, onder narcose, prevelt ook verliefd te zijn op C.C.. Fran beslist dan om tijdelijk te blijven tot wanneer Niles terug aan het werk kan. In deze periode beseffen zij en Maxwel dat het leven te kort is om te ruziën. Gastoptreden van Céline Dion                                                                          |             |                                      |               |                                  |                   |  |

## Seizoen 5
| Nr. serie | Nr. seizoen | Titel van aflevering                         | Regisseur           | Schrijver                        | Uitzenddatum     |  |
| --- | ----------- | -------------------------------------------- | ------------------- | -------------------------------- | ---------------- |  |
| 102 | 1           | The Morning After                            | Dorothy Lyman       | Caryn Lucas                      | 1 oktober 1997   |  |
| Maxwell en Fran worden net voor een vrijpartij – in de ziekenhuiskamer waar Niles recupereert na een hartaanval – bijna betrapt door C.C.. Maxwell weet nog steeds niet wat hij met deze relatie moet doen omdat Fran nog altijd in haar opzegtermijn zit nadat ze zelf ontslag nam. Op aanraden van Niles stelt hij Maxwell voor dat Fran de keuken herinricht. Dat geeft hem ook meer bedenktijd. Fran roept hulp in van haar nicht Sheila, een binnenhuisarchitecte. Sheila werd net gedumpt door Mitch nadat ze vier jaar samen waren. Fran vreest dat Maxwell haar aan het lijntje zal blijven houden. Yetta kondigt aan dat ze gaat trouwen. Gastoptreden van Roseanne Barr |             |                                              |                     |                                  |                  |  |
| 103 | 2           | First Date                                   | Dorothy Lyman       | Frank Lombardi                   | 8 oktober 1997   |  |
| Fran en Maxwell gaan naar de première van Elton John: Tantrums & Tiaras. Fran blijkt ooit een soort stalkster te zijn geweest van Elton John en tracht haar ware identiteit te verbergen. Gastoptreden van Elton John |             |                                              |                     |                                  |                  |  |
| 104 | 3           | The Bobbie Fleckman Story                    | Dorothy Lyman       | Diane Wilk                       | 15 oktober 1997  |  |
| Brighton heeft een wedstrijd gewonnen waardoor The Stray Cats hun nieuwe muziekclip komen opnemen ten huize Sheffield. Deze wedstrijd werd ingericht door het reclamebureau van Bobbi Flekman, die als twee druppels water op Fran lijkt. Ook blijkt dat Bobbi in het verleden meermaals heeft samengewerkt met Maxwell. C.C. insinueert dat Maxwell nog altijd verliefd is op Bobbi en dat hij nu voor Fran kiest omwille van de gelijkenis. Vandaar dat Fran Bobbi ontvoert en haar plaats inneemt. Zo tracht ze Maxwell te verleiden, maar hij zegt nooit interesse te hebben gehad. Maxwell beseft redelijk snel dat Fran zich heeft verkleed en neemt haar in de maling door te zeggen dat de "nieuwe Bobbi" veel aantrekkelijker is. Gastoptreden van Brian Setzer en Lisa Loeb                                                                                        |             |                                              |                     |                                  |                  |  |
| 105 | 4           | Fransom                                      | Dorothy Lyman       | Jayne Hamil                      | 22 oktober 1997  |  |
| Chester wordt ontvoerd toen Fran hem meenam om te gaan wandelen. Wanneer de ontvoerder belt voor het losgeld, herkent Fran de man: zij had hem kort voor de ontvoering ontmoet. Zo kunnen Fran en Val hem opsporen en breken ze in zijn appartement om Chester te redden. Echter eindigen ze als gijzelaars en eist de ontvoerder ook losgeld voor hen. Terwijl Maxwell de instructies volgt om het losgeld over te dragen, kunnen Fran en Val ontsnappen. Gastoptreden van Joey Slotnick en Kane Picoy |             |                                              |                     |                                  |                  |  |
| 106 | 5           | The Ex-Niles                                 | Dorothy Lyman       | Nastaran Dibai, Jeffrey B. Hodes | 29 oktober 1997  |  |
| Fran en C.C. gaan te rade bij dokter Joyce Brothers om uit te pluizen wie van hen het beste zou passen bij Maxwell. Joyce gaat enkel op het voorstel in omdat ze aan Maxwell haar musical-idee wil verkopen. Niles ontdekt in het huis een groot geheim waardoor hij prompt ontslag neemt en een job aanneemt als butler bij Freida, een tante van Fran. Hij wordt vervangen door Trevor, een uiterst stijve butler uit de hogere klasse. Niles wordt door Freida behandeld op eenzelfde manier dat Maxwell Fran behandelt. Wanneer Freida een stap te ver gaat, neemt Niles ontslag en wil hij terug bij Maxwell aan de slag. Dat lukt omdat Maxwell vindt dat Trevor toch een aantal vaardigheden mist. Gastoptreden van Lainie Kazan |             |                                              |                     |                                  |                  |  |
| 107 | 6           | A Decent Proposal                            | Dorothy Lyman       | Ivan Menchell                    | 5 november 1997  |  |
| Fran kan Maxwell overhalen om met z'n allen naar Atlantic City te gaan waar hij en C.C. een afspraak hebben met Chevy Chase. Daar blijkt dat Niles ooit een gokverslaving had en dat deze nu in het casino terug opduikt. Fran vindt een oplossing, maar daardoor komen hij en C.C. in een intieme situatie terecht. Chevy is er zeker van dat zijn winsten in het casino worden veroorzaakt dankzij de aanwezigheid van Fran en nodigt haar uit om in zijn kamer verder te gaan pokeren. Dit maakt Maxwell jaloers. Fran heeft dit al snel door en vertelt opzettelijk tegen Maggie waar en wanneer zij Chevy ziet. Gastoptreden van Chevy Chase |             |                                              |                     |                                  |                  |  |
| 108 | 7           | Mommy and Mai                                | Dorothy Lyman       | Caryn Lucas                      | 12 november 1997 |  |
| Mai Ling is een Cambodjaans meisje dat al vele jaren door Fran en Val financieel wordt gesponsord. Nu komt de negentienjarige "dochter" naar New York om haar "moeders" te bezoeken. Mai, van arme komaf, voelt zich redelijk snel thuis en gewend aan het chique leven. Wanneer Val en Fran vragen wanneer Mai terug naar Cambodja vertrekt, zegt ze dat ze wil blijven omdat ze op iemand verliefd is geworden. Ze begint vanaf dan – zonder het te vragen – de kledij van Fran te dragen. Fran leidt daaruit af dat Mai uit is op Maxwell, terwijl het Brighton is. Echter komt aan het licht dat Mai enkel met Brighton wil trouwen om een Green Card te krijgen zodat ze in de Verenigde Staten kan blijven. Gastoptreden van Spalding Gray |             |                                              |                     |                                  |                  |  |
| 109 | 8           | Fair Weather Fran                            | Dorothy Lyman       | Rick Shaw                        | 19 november 1997 |  |
| Yetta stelt eindelijk haar verloofde voor: Sammy, een Afro-Amerikaan. Sylvia is niet onder de indruk tot wanneer ze verneemt dat hij de neef is van Bryant Gumbel. Fran heeft haar huwelijksdroom opzij gezet en solliciteert bij een lokaal televisiestation naar de job voor weervrouw. Echter bestaat deze vacature niet, maar er is wel een positie als verslaggever, waarvoor ze niet weerhouden wordt. Gastoptreden van Ray Charles, Bryant Gumbel en Lance Reddick |             |                                              |                     |                                  |                  |  |
| 110 | 9           | Educating Fran                               | Dorothy Lyman       | Suzanne Gangursky                | 10 december 1997 |  |
| Maggie is verliefd op Steve, haar docent filosofie. Maxwell wil dat Fran Steve hierover aanspreekt zodat dit stopt. Steve is een knappe man die bij veel studentes (en studenten) het hart op hol doet slaan. De Joodse Steve denkt dat Fran de vrouw van zijn leven is, althans volgens de horoscoop. Steve en Fran gaan samen uit, wat Maxwell jaloers maakt. De relatie duurt niet lang omwille van het advies in een volgende horoscoop. Maxwell en Fran zeggen elk tegen Niles apart dat ze van de andere houden. Niles en C.C. zijn grote fan geworden van een Spaanse soapserie. Gastoptreden van Harry Hamlin |             |                                              |                     |                                  |                  |  |
| 111 | 10          | From Flushing with Love                      | Dorothy Lyman       | Dan Amernick, Jay Amernick       | 17 december 1997 |  |
| Niles is slechtgezind omdat Fran in hetzelfde weekend verlof wil omwille van een familiereünie aan de Niagarawatervallen en Maxwell dat haar heeft toegestaan en hem heeft geweigerd. Dan komt Niles tot een oplossing: Fran moet met de hulp van de kinderen Maxwell overtuigen om met z'n allen naar de Niagarawatervallen te gaan. Een extra reden dat Niles aangeeft is dat er daar veel huwelijksaanzoeken worden gedaan. Maxwell staat inderdaad op het punt om Fran ten huwelijk te vragen, maar wanneer hij de vraag start, krijgt hij een kei tegen zijn hoofd en valt bewusteloos. Nadat hij bijkomt herinnert hij zich niet aan de watervallen te zijn geweest en evenmin dat hij Fran ten huwelijk wou vragen, iets wat hij nu weerlegt. |             |                                              |                     |                                  |                  |  |
| 112 | 11          | Rash to Judgment                             | Dorothy Lyman       | Ivan Menchell                    | 7 januari 1998   |  |
| Fran gaat met Maxwell naar een optreden van Michael Bolton. Echter krijgt ze die dag een jeukende allergische reactie. Vandaar dat ze met haar lichaam tegen zowat alles en iedereen schuurt om de jeuk tegen te gaan, ook tegen Maxwell. Hij aanziet dit als seksuele handelingen en is bereid om met Fran geslachtsgemeenschap te hebben. Zo ver komt het niet: door de jeuk is Fran genoodzaakt naar het ziekenhuis te gaan waar ze een cortisone-injectie krijgt waarop ze een bijkomende allergische reactie krijgt. Gastoptreden van Scott Baio en Michael Bolton |             |                                              |                     |                                  |                  |  |
| 113 | 12          | One False Mole and You're Dead               | Dorothy Lyman       | Frank Lombardi                   | 14 januari 1998  |  |
| Maxwell en C.C. overtuigen Margo Lane om in hun volgende productie te spelen. Margo is voornamelijk gekend van een schoonheidsvlekje in haar gezicht. Wanneer Fran met een vochtig doekje over Margo's gezicht wrijft, blijkt dat dat schoonheidsvlekje nep is. Fran vertelt dit aan haar moeder, niet wetende dat ze overhoord worden door mediareporter Cindy Adams. Het nieuws wordt dus al snel kenbaar gemaakt waarbij Cindy ook vermeldt dat het nieuws komt van de kinderoppas van Maxwell Sheffield. Maxwell is furieus op Fran. Om het goed te maken, maakt Fran met Margo een businessplan dat hen beiden rijk zal maken. Dat plan wordt uitgevoerd op voorwaarde dat Margo nog in de productie van Maxwell blijft. Zij gaat in eerste instantie akkoord, maar verandert van mening nadat Maxwell het businessplan aan de pers lekt. Gastoptreden van Joan Van Ark |             |                                              |                     |                                  |                  |  |
| 114 | 13          | Call Me Fran                                 | Fran Drescher       | Diane Wilk                       | 21 januari 1998  |  |
| Fran is teleurgesteld in haar vader Morty: ze had hem voor zijn verjaardag tickets gegeven voor een wedstrijd van de New York Knicks. De reden is dat Morty heeft achterhaald dat Fran de tickets via Maxwell heeft gekregen en hij moet niets van Maxwell hebben. Morty zijn mening is dat Maxwell Fran aan het lijntje houdt en nooit met haar zal trouwen. Volgens haar therapeut hebben zowel Morty en Maxwell hun principes. Op aanraden van Sylvia past Fran zich aan, terwijl dat Morty en Maxwell zouden moeten zijn. Maggie heeft een fuif met haar studentenvereniging. Ieder van hen moet een snul meebrengen naar het feest. Zij inviteert Brighton. |             |                                              |                     |                                  |                  |  |
| 115 | 14          | Not Without My Nanny                         | Dorothy Lyman       | Nastaran Dibai, Jeffrey B. Hodes | 28 januari 1998  |  |
| Grace heeft een pennenvriend in (het fictieve land) Koorestan ergens in het Midden-Oosten. Deze pennenvriend, Billy, is de zoon van een sultan en vraagt Grace om op bezoek te komen. Fran wil dat Niles Grace vergezelt zodat zij tijd kan doorbrengen met Maxwell. Maxwell overtuigt Fran dat zij met Grace naar Koorestan moet. Iets voor vertrek hebben Fran en Maxwell ruzie dewelke nog niet bijgelegd is bij het vertrek. In Koorestan heeft Fran al redelijk snel heimwee. Wanneer de sultan Fran ten huwelijk vraagt, weigert zij, maar blijkbaar is het woord van de sultan er in het land de wet. Maxwell vliegt daarom naar Koorestan om zijn liefde aan Fran te verklaren. De sultan laat haar uiteindelijk gaan. |             |                                              |                     |                                  |                  |  |
| 116 | 15          | The Engagement                               | Dorothy Lyman       | Rick Shaw                        | 4 maart 1998     |  |
| Het gaat de goede kant uit met de romantische relatie tussen Maxwell en Fran. C.C. langs haar kant tracht Fran ervan te overtuigen dat Maxwell zijn woorden wel zal terugnemen in de hoop dat de relatie niet staande houdt en hij meer oog voor C.C. krijgt. Maxwell vertrouwt Niles toe dat hij Fran ten huwelijk zal vragen. Niles vertrouwt dat bericht toe aan Fran. Fran vertelt het aan haar moeder waardoor binnen de kortste keren het nieuws de aardbol is rondgegaan. Maxwell nodigt zijn familie en die van Fran uit op een diner waar hij haar ten huwelijk zal vragen. Maxwell daagt echter niet op. Fran vreest dat hij met de noorderzon is vertrokken, niet wetende dat hij is overvallen en de dieven de verlovingsring hebben gestolen. |             |                                              |                     |                                  |                  |  |
| 117 | 16          | The Dinner Party                             | Dorothy Lyman       | Ivan Menchell                    | 11 maart 1998    |  |
| Fran en Maxwell gaan naar de juwelier om een nieuwe verlovingsring te kopen. Zij merkt al snel dat niet iedereen blij is dat Maxwell heeft gekozen voor Fran. Er gaan dan heel wat roddels rond over het doen en laten van Fran zoals het feit dat ze slechts een kinderoppas is zonder diploma. Ze lucht haar hart bij Maxwell, maar hij zegt dat zij zich van die roddels niets moet aantrekken. Uiteindelijk houdt hij van haar en het laat hem koud wat anderen zeggen. |             |                                              |                     |                                  |                  |  |
| 118 | 17          | Homie-Work                                   | Dorothy Lyman       | Jayne Hamil                      | 18 maart 1998    |  |
| Fran realiseert zich dat ze weldra geen "kinderoppas" meer is. Ze ontmoet Sammy, een ver familielid, die haar vertelt dat zijn kleinzoon Irwin een rapper is en graag wil werken op Broadway. Fran overtuigt Maxwell om de jongen op auditie te laten komen. Wanneer Fran Irwin ontmoet, is al snel duidelijk dat hij geen talent heeft. Irwin wil Fran niet in de verlegenheid brengen en doet er alles aan om een rapper te worden voor de auditie. Gastoptreden van Ray Charles en Coolio |             |                                              |                     |                                  |                  |  |
| 119 | 18          | The Reunion Show                             | Dorothy Lyman       | Suzanne Gangursky, Sean Hanley   | 25 maart 1998    |  |
| Het valt Fran tijdens een schoolreünie op dat de meeste van haar voormalige klasgenoten gescheiden zijn. Daarom praat ze met Maxwell over hoe hun leven zal zijn eenmaal getrouwd. Daarbij zegt ze dat ze graag kinderen wil, iets wat Maxwell niet ziet zitten. Dit dispuut wordt bijgelegd nadat Maxwell zegt dat ze er eerst voor moeten zorgen dat hun huwelijk goed zit en dat er dan wellicht wel extra kinderen kunnen komen. Niles is depressief: C.C. werd voor enige tijd opgenomen in een psychiatrisch centrum waardoor hij niet op haar kap kan zitten. Grace vreest dat ze na het huwelijk van Fran en Maxwell naar een kostschool moet. Gastoptreden van Ray Romano |             |                                              |                     |                                  |                  |  |
| 120 | 19          | Immaculate Concepcion                        | Dorothy Lyman       | Fran Drescher, Robert Sternin    | 1 april 1998     |  |
| De vader van Maxwell is overleden en hij laat zijn fortuin van 100 miljoen Amerikaanse Dollar achter aan Conception, een buitenechtelijke dochter waarvan niemand iets afwist. C.C. overtuigt Fran dat Maxwell dat geld nodig had om later een comfortabel leven te leiden. Sylvia wil dat Fran met Conception spreekt om het fortuin of toch een gedeelte ervan in bezit te krijgen. Wanneer Fran Conception ontmoet, is ze al snel onder de indruk van haar. Daar Maxwell Fran ook verzekerde dat ze rijk genoeg zijn, is Fran van mening dat Conception het geld mag houden. Desondanks komt Maxwell toch in bezit van de erfenis nadat Fran per toeval ontdekt dat Conception niet is wie ze beweert te zijn. Gastoptreden van Robert Vaughn, Richard Fancy en Liz Torres                                                                                                |             |                                              |                     |                                  |                  |  |
| 121 | 20          | The Pre-Nup                                  | Peter Marc Jacobson | Frank Lombardi                   | 29 april 1998    |  |
| Op aanraden van zijn advocaten wil Maxwell dat Fran een huwelijkscontract ondertekent. Zij vindt dat dit een teken van wantrouwen is. Brighton heeft een wonde aan zijn hoofd en moet naar spoed worden overgebracht. Omdat Fran geen bloedverwante is van Brighton, wordt ze niet toegelaten in de intensieve afdeling. Maxwell beslist daarop dat er belangrijkere zaken zijn dan een huwelijkscontract en stelt Fran voor om via adoptiepapieren een officiële moeder te worden van zijn kinderen. C.C., nog altijd in de psychiatrie, heeft een tijdelijke werkkracht aangenomen om haar plaats in te nemen. Deze tijdelijke werkkracht kan zelfs Niles zijn mond doen houden. Het verre familielid Sammy wil dat zijn nicht Edna de huwelijksfoto's neemt. Gastoptreden van Ray Charles, Jessica Tuck, Kathryn Joosten en Whoopi Goldberg                               |             |                                              |                     |                                  |                  |  |
| 122 | 21          | The Best Man                                 | Dorothy Lyman       | Rick Shaw                        | 6 mei 1998       |  |
| Fran verneemt dat Nigel, de broer van Maxwell met wie ze anderhalf jaar eerder een korte relatie had, de getuige van Maxwell is en weldra arriveert met zijn huidige Franse vriendin Geneviève. Hoewel Fran met Nigel heeft afgesproken dat incident geheim te houden, verklapt Nigel zich tijdens de vrijgezellenavond. Maxwell voelt zich bedrogen hoewel hij toen officieel gezien niets had met Fran. Fran vermoedt dat Maxwell dat argument zal gebruiken om het huwelijk af te zeggen en wil hem voor zijn: ze blaast de trouwpartij zelf af. Dankzij C.C. en Marla Maples, een "nog-niet-zo-voormalige" vlam van Maxwell, komt het koppel terug samen en zal de trouwpartij toch doorgaan. Gastoptreden van Marla Maples |             |                                              |                     |                                  |                  |  |
| 123 | 22 & 23     | The Wedding, Part I & "The Wedding, Part II" | Peter Marc Jacobson | Caryn Lucas                      | 13 mei 1998      |  |
| Op de avond voor haar huwelijk geraakt Fran verdwaald in New Jersey nadat ze haar huwelijksnegligé is gaan ophalen. Ondanks protest van familieleden van Maxwell gaat het huwelijk toch door. Ze vertrekken met het ganse gezin op huwelijksreis met een cruise waarbij Maxwel en Fran overboord vallen. Gastoptreden van Sophie Ward |             |                                              |                     |                                  |                  |  |

## Seizoen 6
| Nr. serie | Nr. seizoen | Titel van aflevering                 | Regisseur           | Schrijver                                                                 | Uitzenddatum      |  |
| --- | ----------- | ------------------------------------ | ------------------- | ------------------------------------------------------------------------- | ----------------- |  |
| 125 | 1           | The Honeymoon's Overboard            | Peter Marc Jacobson | Frank Lombardi                                                            | 30 september 1998 |  |
| Nadat ze overboord zijn gevallen van een cruiseschip belanden Fran en Maxwell op een onbewoond eiland. Daar wordt Maxwell gebeten door een giftige slang, maar Fran weet wat te doen omdat ze veel naar de televisie keek. Pas wanneer het schip aanmeert in de eerste haven ontdekken de kinderen, Sylvia en Niles dat Fran en Maxwell niet langer aan boord zijn. Wanneer de kustwacht na een week de vermisten nog niet heeft gevonden, is C.C. van mening dat ze zijn omgekomen en begint ze het nodige te doen om het bedrijf dat ze met Maxwell heeft volledig in eigen handen te krijgen. Gastoptreden van Ray Abruzzo |             |                                      |                     |                                                                           |                   |  |
| 126 | 2           | Fran Gets Shushed                    | Peter Marc Jacobson | Caryn Lucas                                                               | 7 oktober 1998    |  |
| Maxwell en Fran hebben hun eerste echtelijke ruzie: volgens Maxwell maakt Fran in bed tijdens "de daad" te veel lawaai. Zij vindt dat hij tijdens "die daad" te gespannen is. Om hun huwelijk te laten slagen, wil Maxwell dat Fran hem meer vergezelt op zakelijke evenementen. Daarom neemt hij haar mee naar een feestje van toneelauteur Wendell Kent. Op dat feestje wil Maxwell Wendell overtuigen om de rechten van Wendell zijn nieuwste werk aan hem te verkopen in plaats van aan Andrew Lloyd Webber. Dit lijkt goed te verlopen tot wanneer Fran en Wendell per ongeluk tezamen opgesloten geraken in de badkamer. Uit vrees dat de andere genodigden denken dat er zich seksuele handelingen hebben afgespeeld, trachten ze zich op eigen houtje te bevrijden. Dat mislukt en ze worden "betrapt" door de vrouw van Wendell in een toevallig compromitterend uitziende situatie. Daardoor is Wendell genoodzaakt om niet met Maxwell in zee te gaan. Maxwell is in eerste instantie razend op Fran totdat hij verneemt dat het contract allesbehalve lucratief was. |             |                                      |                     |                                                                           |                   |  |
| 127 | 3           | Once a Secretary, Always a Secretary | Peter Marc Jacobson | Allen Jay Zipper                                                          | 14 oktober 1998   |  |
| Brighton wil met enkele vrienden naar Atlantic City, maar mag niet van zijn vader terwijl Fran vindt dat hij wel zou mogen gaan. In dit dispuut spreekt Maxwell Fran aan als "kinderjuf". Fran is boos en dus koopt Maxwell haar een duur juweel. Echter, niet veel later zit Maxwell in een talkshow waar hij nogmaals naar Fran refereert als zijnde de kinderjuf en dient hij alweer een duur cadeau voor haar te kopen om het goed te maken. Fran vindt dat dit moet ophouden: vandaar dat ze mevrouw Bower aanneemt als kinderoppas. Zelf kiest ze om haar vrije tijd te besteden in een countryclub. Al snel komt Fran tot het besluit dat dit niets voor haar is. Mevrouw Bower vindt ook dat het gezin geen kinderjuf meer nodig heeft. Daarop komen Fran en Maxwell tot de conclusie dat Fran in een ander opzicht "kinderjuf" is: als moeder. |             |                                      |                     |                                                                           |                   |  |
| 128 | 4           | Sara's Parents                       | Peter Marc Jacobson | Jayne Hamil                                                               | 21 oktober 1998   |  |
| De ouders van Maxwell zijn overleden vrouw Sara komen op bezoek. Zij zijn niet op de hoogte dat Maxwell en Fran getrouwd zijn. Om hen niet al te hard te choqueren maken Maxwell en Fran hen in eerste instantie wijs dat ze een ongetrouwd koppel vormen. Wanneer Fran in haar volgende tactiek aankondigt dat ze wellicht de kinderen wil adopteren, dreigen Roberta en Ernest naar het gerecht te stappen om dit te verbieden. Later blijkt dat Roberta en Ernest niets persoonlijks hebben tegen Fran, maar dat ze vrezen dat ze hun kleinkinderen niet meer mogen of zullen zien. De seniele Yetta is ervan overtuigd getrouwd te zijn met Niles. Gastoptreden van Diane Baker en George Coe |             |                                      |                     |                                                                           |                   |  |
| 129 | 5           | Maggie's Boyfriend                   | Peter Marc Jacobson | Rick Shaw                                                                 | 28 oktober 1998   |  |
| Maggie stelt haar nieuwe vriend Michael voor aan Maxwell en Fran. Maxwell wil dat Fran zich inhoudend gedraagt en niet te enthousiast mag zijn. Wanneer Maggie en Michael verzekeren dat hun relatie serieus bedoeld is, is Fran dolenthousiast, iets wat Maxwell niet zint. Hij wil dat Fran zich gedraagt als een zorgelijke moeder en niet als een opgetogen vriendin. Wanneer Maggie niet veel later aankondigt dat ze gaat inwonen bij Michael, vindt Fran dit een goed idee. Ook dit zint Maxwell niet omdat Fran zich niet heeft gedragen als hoe een moeder zou reageren. Fran moet dan Maggie zien te overtuigen om thuis te blijven wonen waarbij ze omgekeerde psychologie gebruikt. |             |                                      |                     |                                                                           |                   |  |
| 130 | 6           | I'm Pregnant                         | Peter Marc Jacobson | Ivan Menchell                                                             | 4 november 1998   |  |
| Fran en Maxwell betrappen Maggie en Michael terwijl ze gemeenschap hebben. Maxwell wil dat Fran met Maggie praat over seksuele voorlichting. Maggie is hen voor en vertelt Fran dat ze mogelijk zwanger is. Fran raadt haar aan om een zwangerschapstest te doen. Maxwell loopt in op Maggie net wanneer ze thuiskomt met die test. Hij is tot haar verbazing niet boos en raadt aan om een echte test te laten doen in het ziekenhuis dewelke negatief is. Omdat Fran te laat is met haar maandstonden, gebruikt ze de ongebruikte zwangerschapstest welke aangeeft dat ze zwanger is. Dat is een mogelijk probleem omdat Maxwell eerder aangaf dat hij voorlopig geen extra kinderen wil. |             |                                      |                     |                                                                           |                   |  |
| 131 | 7           | Mom's the Word                       | Peter Marc Jacobson | Cody Farley, Suzanne Myers                                                | 11 november 1998  |  |
| Net wanneer Fran tegen Maxwell wil zeggen dat ze zwanger is, zegt hij dat hij geen kinderen wil. Fran barst uit in tranen en verlaat het huis. In Central Park spreekt ze met een vrouw die net moeder is geworden. Daar krijgt Fran plots buikpijn en wordt overgebracht naar het ziekenhuis. Syliva, Niles en C.C. waren wel op de hoogte van de zwangerschap en lichten Maxwell in. Ondertussen weet hij dat Fran in het ziekenhuis is en gaat haar onmiddellijk opzoeken. Hij verklaart dat hij het kind wel wil, maar Fran heeft een bloeding gehad en vreest voor een miskraam. Brighton en Yetta gaan naar de bioscoop. Hij moest op Yetta passen en Yetta is in de waan dat ze op Brighton moest passen. Wanneer ze elkander verliezen, durft geen van beiden vertellen waar de andere is of wat er is gebeurd. Gastoptreden van Margaret Cho, Chad Everett en Nora Dunn |             |                                      |                     |                                                                           |                   |  |
| 132 | 8           | Making Whoopi                        | Peter Marc Jacobson | Suzanne Gangursky                                                         | 18 november 1998  |  |
| Fran bleek niet zwanger te zijn. De bloeding waren haar normale maandstonden dus de zwangerschapstest gaf een verkeerde uitslag. Het gevoel dat er "geen baby" komt, zorgt er net voor dat ze wel een baby willen, maar dat blijkt niet goed te lukken. Daarom gaat Fran op consultatie bij een Chinese kruidenier die haar "magische kruiden" geeft. Volgens de kruidenier is het belangrijk dat zij en Maxwell geen gemeenschap mogen hebben tot op het moment van de volgende ovulatie. Maxwell is een panellid in het spelprogramma "Hollywood Squares" (te vergelijken met het vtm-programma De waarzeggers). Fran sleurt hem uit de show omdat ze net een eisprong heeft gehad. De magische kruiden werken duidelijk op het amoureuze gevoel van C.C. en Niles. Gastoptreden van Coolio en Estelle Getty |             |                                      |                     |                                                                           |                   |  |
| 133 | 9           | Oh, Say, Can You Ski?                | Peter Marc Jacobson | Dan Amernick, Jay Amernick                                                | 25 november 1998  |  |
| Maxwel neemt Fran mee op een skireis naar Aspen waar ze zijn uitgenodigd door president Bill Clinton. De familie Clinton is gefascineerd door Fran en nodigt haar uit om met hen mee te gaan skiën. Omdat Fran niet kan skiën geeft Maxwell haar enkele lessen, maar ze geraken van het parcours en verdwalen. Nadat ze gered worden, beslist Fran om niet met de familie Clinton te gaan skiën, maar de rest van haar vakantie te spenderen met Maxwell. Dat was een goed idee, want Fran geraakt zwanger. Gastoptreden van Chris Elliott, Chris Bruno en Nora Dunn |             |                                      |                     |                                                                           |                   |  |
| 134 | 10          | The Hanukkah Story                   | Peter Marc Jacobson | Verhaal: Matthew J. Berman, Ivan Menchell Teleplay: Ivan Menchell         | 6 december 1998   |  |
| Jocelyn, de zus van Maxwell, komt onverwacht op bezoek. Maxwell moet voor een dag met C.C. naar Boston en neemt Grace mee. Fran is slechtgezind omdat dit net op de Chanoeka valt. Tijdens de rit – in een sneeuwstorm – naar Boston belt Maxwell naar Fran met zijn gsm met de melding dat hij liever thuis is. Tijdens dat gesprek glipt de wagen van de weg en raakt beschadigd. Omdat de batterij van de gsm ook net leeg is, kunnen ze ook geen hulpdiensten bereiken. Gastoptreden van Ray Charles, Sophie Ward en Chris Marquette |             |                                      |                     |                                                                           |                   |  |
| 135 | 11          | The In-Law Who Came Forever          | Peter Marc Jacobson | Verhaal: Danny Passman, Michael Scalisi, Rick Shaw Teleplay: T: Rick Shaw | 6 januari 1999    |  |
| Fran haar tante Freida weigerde naar het huwelijk te komen omdat ze van Sylvia niet mocht zingen tijdens de plechtigheid. Uit wraak heeft ze nu het appartementsblok gekocht waar Sylvia en Morty wonen en heeft ze het huurcontract met hen opgezegd. Daardoor zijn Sylvia en Morty verplicht om te gaan inwonen bij Maxwell en Fran. Maxwell ziet dit niet zitten in tegenstelling tot Fran. Echter, de bemoeienissen van Sylvia zorgen ervoor dat Fran wil dat ze zo snel mogelijk vertrekt. Maxwell vindt in Sylvia de moeder die hij nooit had, dus wil dat ze blijft. Wanneer Sylvia Maxwell te hard begint te bemoederen, is uiteindelijk de maat voor hem vol. Hij en Fran kunnen Freida overtuigen om Sylvia en Morty een nieuw huurcontract te geven. Gastoptreden van Lainie Kazan |             |                                      |                     |                                                                           |                   |  |
| 136 | 12          | The Fran in the Mirror               | Jennifer Reed       | Verhaal: Chandler Evans, Jayne Hamil Teleplay: T: Jayne Hamil             | 20 januari 1999   |  |
| Rodney Pembroke, een rijke vriend van Maxwell, komt de familie Sheffield bezoeken. Tijdens zijn verblijf moet Maxwell naar Londen. Rodney zegt Fran dat Maxwell hem de cheque van 1 miljoen Amerikaanse dollar is vergeten uit te schrijven betreffende een investering die zij samen gaan doen. Tegen advies van C.C. in schrijft Fran de cheque uit. Daarna verdwijnt Rodney en verneemt Fran dat hij al meerdere oude vrienden op een dergelijke wijze heeft opgelicht. Niles erft van een ver familielid een adellijke titel en een kasteeltje. Vandaar dat hij van plan is om ontslag te nemen. Fran tracht de directrice van een eliteschool te imponeren in de hoop dat Grace er wordt toegelaten. Gastoptreden van Maxwell Caulfield en Sophie Ward |             |                                      |                     |                                                                           |                   |  |
| 137 | 13          | The Yummy Mummy                      | Peter Marc Jacobson | Cody Farley, Suzanne Myers                                                | 3 februari 1999   |  |
| In tegenstelling tot Maxwell wil Fran het geslacht van hun toekomstige baby weten. De uitslag is verrassend: er is een tweeling op komst. Daarnaast gaat Fran met Brighton naar een opendeurdag van de Harvard-universiteit. Brighton praat met enkele andere jongens die er mogelijk komen studeren, waarbij deze laatsten opmerken dat Fran een sexy dame is. Brighton is gegeneerd en wil dat Fran niet meegaat naar de andere universiteitsbezoeken, maar vertelt er niet de juiste reden bij. Fran denkt dat zij iets verkeerds heeft gezegd of gedaan waardoor ze Brighton voor schut heeft gezet. Gastoptreden van Lynn Redgrave, Dakin Matthews en Nora Dunn |             |                                      |                     |                                                                           |                   |  |
| 138 | 14          | California, Here We Come             | Peter Marc Jacobson | Verhaal: Suzanne Gangursky, Mary Lindes Teleplay: Suzanne Gangursky       | 31 maart 1999     |  |
| De familie Sheffield gaat mogelijk verhuizen naar Californië. Een filmmaatschappij wil namelijk een stuk van Maxwell verfilmen. Wanneer Fran via een kennis verneemt dat dit nieuws het hart van Sylvia heeft gebroken, tracht Fran Maxwell te overtuigen niet te gaan. Maxwell bespreekt dit euvel met de filmmaatschappij waarop zij voorstellen dat Sylvia mee verhuist naar Beverly Hills. Sylvia wil echter niet omdat ze in New York moet blijven. Via diezelfde kennis komt Fran te weten dat Sylvia regelmatig naar het ziekenhuis moet, vandaar dat Fran vermoedt dat haar moeder een terminale ziekte heeft. Wanneer dat laatste niet zo blijkt te zijn, wordt er gedacht dat ze een affaire heeft met iemand van het ziekenhuispersoneel. Gastoptreden van Donna Douglas en Hal Linden |             |                                      |                     |                                                                           |                   |  |
| 143 | 15          | The Finale: Part 1                   | Peter Marc Jacobson | Caryn Lucas                                                               | 12 mei 1999       |  |
| Fran bezoekt dokter Razzo van wie ze ondertussen weet dat haar moeder regelmatig met hem afspreekt. Sylvia geeft toe dat ze een affaire met hem heeft. Haar man Morty geeft haar liefde noch aandacht. C.C. regisseert het toneelstuk op de middelbare school van Grace, met de nodige tiranniek. Naast de leerlingen spelen er ook enkele volwassenen mee. Omdat een van hen afvalt, moet C.C. op zoek naar een vervanger. |             |                                      |                     |                                                                           |                   |  |
| 144 | 16          | The Finale: Part 2                   | Peter Marc Jacobson | Caryn Lucas, Peter Marc Jacobson, Frank Lombardi                          | 12 mei 1999       |  |
| Niles wil producer worden van een stuk dat door een vriend van hem werd geschreven en overtuigt Fran om met hem in zee te gaan. Omdat hun namen niet gekend zijn, richten ze het bedrijf "Sheffield/Babcock Productions" op, maar ook met die naam is er maar één bekende soapacteur die auditie komt doen voor de hoofdrol. "Sheffield/Babcock Productions" is nog maar net opgericht en krijgt een rechtszaak waarin ze 250.000 Amerikaanse dollar schadevergoeding moeten betalen. Uiteindelijk biechten Fran en Niles op aan Maxwell en C.C. dat ze in serieuze problemen zitten. Daarom nemen Maxwell en C.C. de productie over. |             |                                      |                     |                                                                           |                   |  |